# Craponne-sur-Arzon
À ne pas confondre avec Craponne, commune située dans le département du Rhône.
Craponne-sur-Arzon est une commune française située dans le département de la Haute-Loire en région Auvergne-Rhône-Alpes.
Commune rurale, elle comptait 2 004 habitants en 2022, répartis entre son centre ancien, ses quartiers de faubourg et de lotissement, ainsi que dans ses nombreux hameaux établis sur une superficie totale de 33 km2.
La commune est un bourg-centre, exerçant une influence sur un bassin de vie englobant près de 15 000 habitants, à cheval sur la Haute-Loire, la Loire et le Puy-de-Dôme. Sa position de carrefour, héritée d'anciennes voies gauloises, gallo-romaines et médiévales, lui confère des fonctions administratives et commerciales locales. Après un apogée démographique et économique au XIXe siècle grâce à son agriculture, à la dentelle et au commerce du bois, la ville décline peu à peu dans le siècle suivant, avant d'observer une stagnation après 2010.
La ville est aussi connue pour des évènements annuels, comme le festival de musique country.

## Géographie

### Localisation
La commune de Craponne-sur-Arzon se trouve dans le nord du département de la Haute-Loire, à la limite avec les départements du Puy-de-Dôme au nord, et de la Loire à l'est, en région Auvergne-Rhône-Alpes.
Elle se situe à 39 km par la route du Puy-en-Velay, préfecture du département.
Les communes les plus proches sont :
Saint-Jean-d'Aubrigoux (4,3 km), Saint-Georges-Lagricol (4,7 km), Jullianges (5,2 km), Saint-Victor-sur-Arlanc (5,8 km), Saint-Julien-d'Ance (5,9 km), Beaune-sur-Arzon (6,2 km), Sauvessanges (7,2 km), Chomelix (7,8 km).
| Saint-Jean-d'Aubrigoux  | Sauvessanges Puy-de-Dôme |                        |
| Saint-Victor-sur-Arlanc | Craponne-sur-Arzon       | Usson-en-Forez Loire   |
| Jullianges              | Beaune-sur-Arzon         | Saint-Georges-Lagricol |

### Géologie et relief
La superficie de la commune est de 3 337 hectares.
Située en grande partie à plus de 900 mètres d'altitude, la commune a une altitude minimale de 771 mètres, près du Bois de l'Or, dans la partie sud-est de la commune, le long de l'Ance. Son altitude maximale est quant à elle de 1 063 mètres, point culminant se situant près du lieu-dit Le Fêtre, dans le nord de la commune. L'abbé Régis Pontvianne, dans son ouvrage La ville et le canton de Craponne, explique que le cœur du bourg se situe à la naissance d'une colline, dans un enfoncement en U, dont l'ouverture est tournée vers le sud.
Au sein du Massif central, Craponne est sise sur un plateau granitique tourné vers le sud-est. Elle fait partie des monts du Forez, étant située à son extrémité sud, est entourée par la plaine du Forez au nord-est, le bassin d'Ambert au nord-ouest, et le Velay au sud.

### Hydrographie

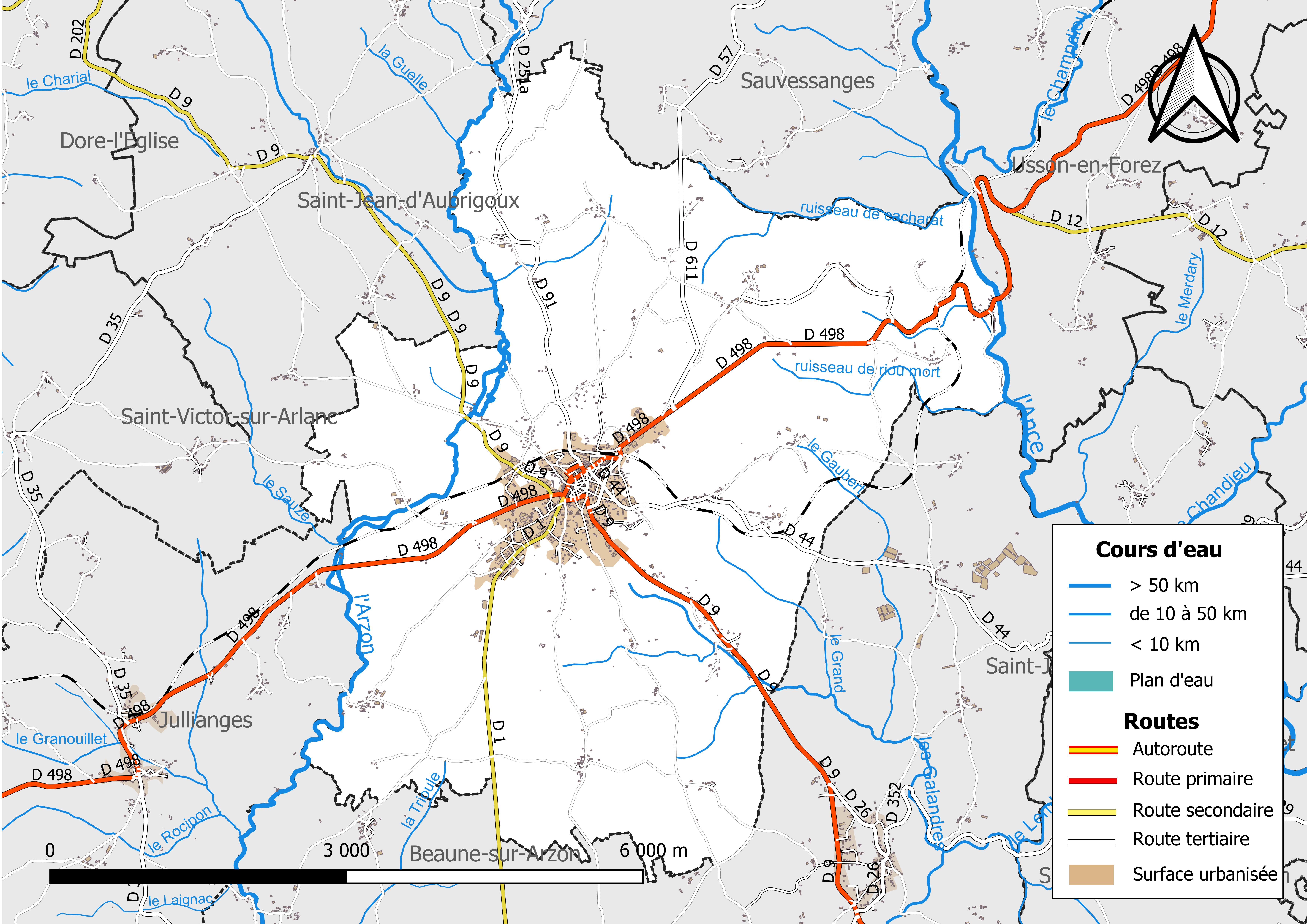
Réseau hydrographique de Craponne-sur-Arzon.

Deux rivières principales sillonnent la commune de Craponne. La première, l'Ance, prend sa source dans les monts du Forez près de Pierre-sur-Haute, pour parcourir la commune sur sa partie est. Au contraire, l'Arzon traverse la commune sur sa partie ouest, formant alors l'essentiel de la limite communale à cet endroit. Sa source se situe dans le bois de Viviers, sur la commune de Medeyrolles.
La commune est située dans le bassin hydrographique de la Loire.

### Climat
Pour des articles plus généraux, voir Climat d'Auvergne-Rhône-Alpes et Climat de la Haute-Loire.
En 2010, le climat de la commune est de type climat des marges montargnardes, selon une étude du Centre national de la recherche scientifique s'appuyant sur une série de données couvrant la période 1971-2000. En 2020, Météo-France publie une typologie des climats de la France métropolitaine dans laquelle la commune est exposée à un climat de montagne ou de marges de montagne et est dans la région climatique Nord-est du Massif Central, caractérisée par une pluviométrie annuelle de 800 à 1 200 mm, bien répartie dans l’année.
Pour la période 1971-2000, la température annuelle moyenne est de 8,3 °C, avec une amplitude thermique annuelle de 15,7 °C. Le cumul annuel moyen de précipitations est de 858 mm, avec 9,7 jours de précipitations en janvier et 7,6 jours en juillet. Pour la période 1991-2020, la température moyenne annuelle observée sur la station météorologique de Météo-France la plus proche, « Félines_sapc », sur la commune de Félines à 10 km à vol d'oiseau, est de 7,5 °C et le cumul annuel moyen de précipitations est de 930,5 mm,. Pour l'avenir, les paramètres climatiques de la commune estimés pour 2050 selon différents scénarios d'émission de gaz à effet de serre sont consultables sur un site dédié publié par Météo-France en novembre 2022.

## Urbanisme

### Typologie
Au 1er janvier 2024, Craponne-sur-Arzon est catégorisée bourg rural, selon la nouvelle grille communale de densité à sept niveaux définie par l'Insee en 2022.
Elle est située hors unité urbaine et hors attraction des villes,.

### Occupation des sols
L'occupation des sols de la commune, telle qu'elle ressort de la base de données européenne d’occupation biophysique des sols Corine Land Cover (CLC), est marquée par l'importance des territoires agricoles (71,5 % en 2018), une proportion sensiblement équivalente à celle de 1990 (71,4 %). La répartition détaillée en 2018 est la suivante :
zones agricoles hétérogènes (38,1 %), prairies (31,4 %), forêts (23,3 %), zones urbanisées (3,4 %), zones industrielles (1,6 %), milieux à végétation arbustive et/ou herbacée (0,2 %).
L'évolution de l’occupation des sols de la commune et de ses infrastructures peut être observée sur les différentes représentations cartographiques du territoire : la carte de Cassini (XVIIIe siècle), la carte d'état-major (1820-1866) et les cartes ou photos aériennes de l'IGN pour la période actuelle (1950 à aujourd'hui).

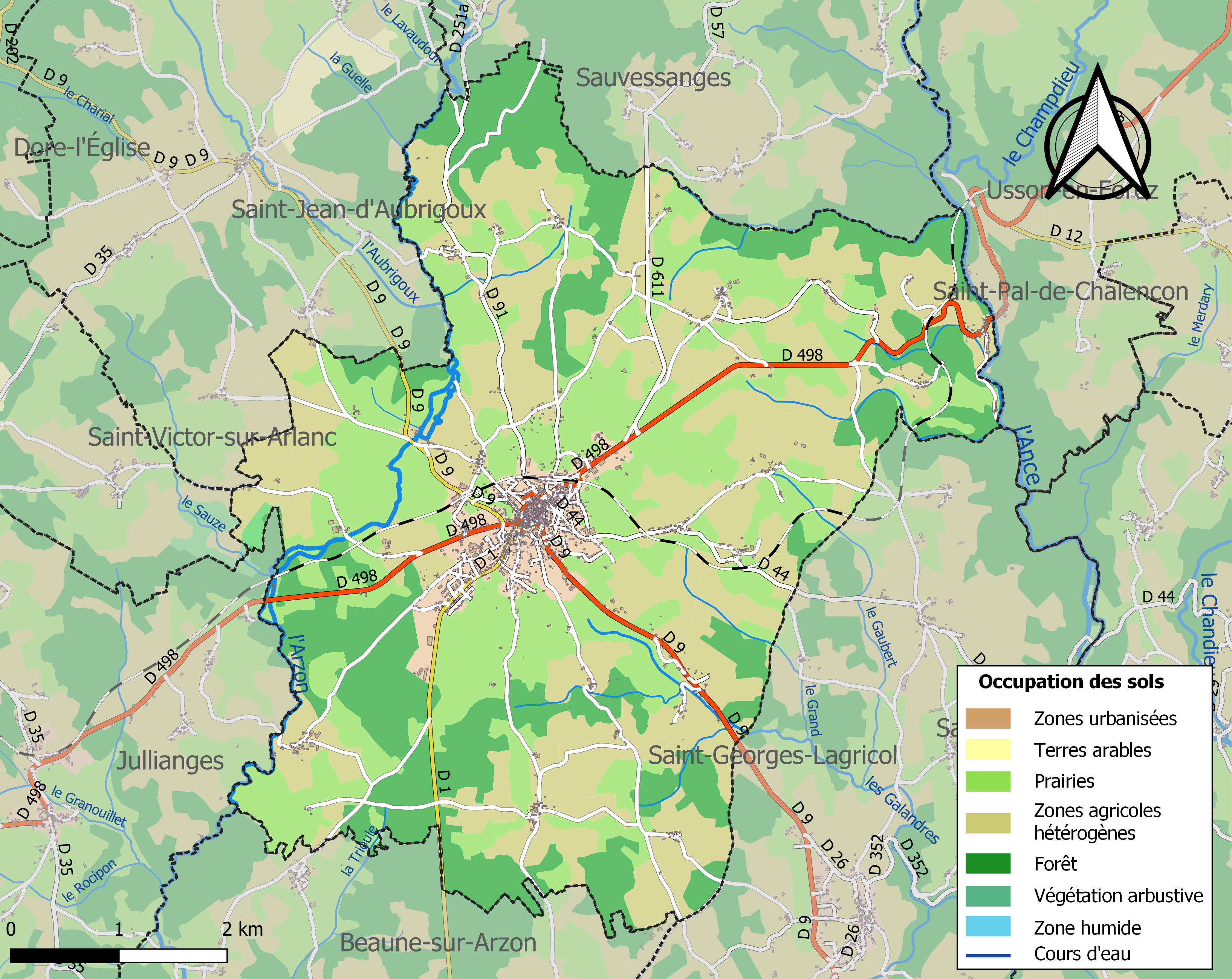
Carte des infrastructures et de l'occupation des sols de la commune en 2018 (CLC).
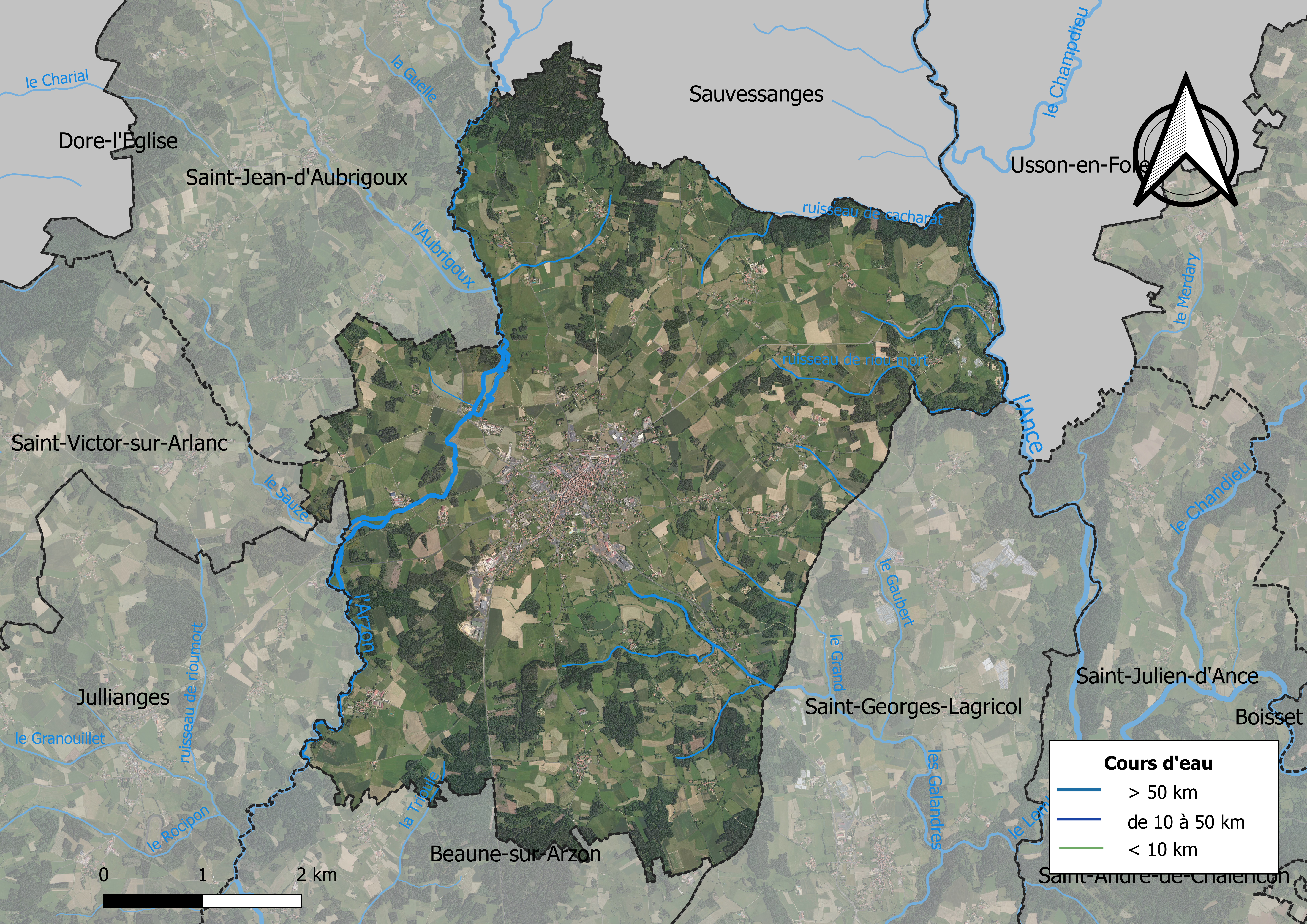
Carte orthophotographique de la commune.

### Lieux-dits habités
Preneyrolles, Les Cours, Feneyrolles, La Chomette, Doulioux, Antreuil, Bougernes, Vernières, Rachap, Cubeyrolles, Chabassenelles, Le Crozet, Frimas, Moulin de Frimas, Ineyres, Le Ponternal, Combréus, Courbevaysse, Fiougoux, Le Monteil, Soulages, Meyrac, Le Monteil-de-Soulages, Vernetchabre, Véac, Paucheville, Ranchoux, Rechimas, La Monatte, La Pradelle, Ollias, Malaveilhe, Paulagnac, Pontempeyrat, Petit-Theux, Orcerolles, Aubissoux, Baissac, Rochette.

### Habitat et logement
En 2018, le nombre total de logements dans la commune était de 1 358, alors qu'il était de 1 402 en 2013 et de 1 408 en 2008.
Parmi ces logements, 68,5 % étaient des résidences principales, 15,7 % des résidences secondaires et 15,7 % des logements vacants. Ces logements étaient pour 75,5 % d'entre eux des maisons individuelles et pour 24,2 % des appartements.
Le tableau ci-dessous présente la typologie des logements à Craponne-sur-Arzon en 2018 en comparaison avec celle de la Haute-Loire et de la France entière. Une caractéristique marquante du parc de logements est ainsi une proportion de résidences secondaires et logements occasionnels (15,7 %) inférieure à celle du département (16,1 %) mais supérieure à celle de la France entière (9,7 %). Concernant le statut d'occupation de ces logements, 64,4 % des habitants de la commune sont propriétaires de leur logement (65,6 % en 2013), contre 70 % pour la Haute-Loire et 57,5 pour la France entière.
| Typologie                                               | Craponne-sur-Arzon | Haute-Loire | France entière |
| ------------------------------------------------------- | ------------------ | ----------- | -------------- |
| Résidences principales (en %)                           | 68,5               | 71,5        | 82,1           |
| Résidences secondaires et logements occasionnels (en %) | 15,7               | 16,1        | 9,7            |
| Logements vacants (en %)                                | 15,7               | 12,4        | 8,2            |

### Voies de communication et transports
Longtemps situé au carrefour de chemins, dont la voie gauloise la Bollène, et le chemin de César, voie romaine, trois routes départementales relient ou passent désormais par la commune : la RD1, la RD9 et la RD498.
Le chemin de fer est également parvenu à la ville en 1897, à la suite du prolongement de la voie entre Bonson et Saint-Bonnet-le-Château, puis entre Craponne et Sembadel. Après avoir servi au trafic de voyageurs et de fret, et spécialement de bois à destination des galeries de mines stéphanoises, la voie fut finalement fermée à tout trafic dans les années 1980. Le tronçon Estivareilles-Bonson fut déferré un peu plus tard. Le tronçon Estivareilles-La Chaise-Dieu, passant par Craponne, fut quant à lui repris par l'association du Chemin de Fer du Haut-Forez dans un but touristique. Concernant le trafic non-touristique, la gare la plus proche est située à Retournac.
Une desserte aérienne est possible avec les aérodromes de Loudes, d'Andrézieux-Bouthéon, de Clermont-Ferrand et de Lyon pour les plus proches.

## Toponymie
Le nom de Craponne est cité pour la première fois dans le Cartulaire du Monastier, un document datant de l'année 938. La paroisse de Craponne est également citée un peu plus tard, en 990, dans le même cartulaire.
Plusieurs explications existent quant à l'origine du nom de Craponne, qui pourrait signifier littéralement source du rocher (de ''crap", rocher, et ''onna'', eau d’une source),.
L'abbé Régis Pontvianne, dans son ouvrage La ville et le canton de Craponne, évoque de son côté une transformation du vocable de l'église communale dédiée à Saint-Caprais, ou encore une déformation de la formule "cras ponam", autrement dit "à plus tard de bâtir".
Une autre explication existe avec le rappel de la racine pré-indoeuropéenne kar/kal, qui signifie la pierre, le rocher, à l'instar de la première étymologie citée au-dessus. Cette origine signifierait donc une édification de la ville sur un terrain rocheux.
Explication très proche de la précédente : une racine pré-celtique dont est issu également le mot gaélique d'Écosse et d'Irlande "craig" (rocher).
Enfin, dernière explication, un gallo-romain, du nom de Calpurnius, aurait pu donner son nom à la ville ou à son embryon.

## Histoire

### Préhistoire et antiquité

#### De rares traces anciennes
Peu ou pas d'éléments préhistoriques ont été repérés sur les lieux de l'actuel centre-bourg de Craponne. Ailleurs, on note les sites de Véac, de Vernetchabre, de Frimas, d'Antreuil, du Cuberolles ou encore de Bougernes où l'on a décelé des restes néolithiques comme des pierres à cavité, ou à bassin. Un menhir a sans doute été découvert à la Croix Blanche, entre le bourg et le lieu-dit de Frimas, au sud-ouest.
Sur la commune, la société d'histoire locale a relevé deux sites notables : d'abord celui de Paulagnac, ou Polagnac, où des poteries, des monnaies romaines en bronze et aussi des tesselles de mosaïques ont été retrouvées, attestant sûrement la présence antique d'un villa gallo-romaine. Un vieux fût de colonne sert aussi de support de croix, et un cylindre de granit, de mobilier pour un puits. Enfin, de nombreux remplois en bas-relief subsistent dans certains murs de fermes du hameau.
Autre site, celui de Soulages, où l'on a trouvé des fragments de briques striées, caractéristiques.
D'autres éléments de construction ont pu être repérés çà et là, comme des pierres, des bas-reliefs, des colonnes, mais aussi des vases ou une meule : à Pontempeyrat principalement, mais aussi à Douilloux, vers Bougernes, parfois intégrés dans des fermes, des édifices religieux ou des maisons. Aubissoux et Ollias semblent avoir été des lieux de cultes pré-chrétiens.

#### Une position de carrefour
Deux voies antiques principales traversaient le territoire de la commune. La première est la Bolène, voie gauloise, qui suivait certains points hauts du relief et reliait plusieurs lieux-dits habités. Elle n'était autrefois qu'une simple piste reliant par l'usage différents lieux, et ne pris le nom de "Bolène" qu'au Moyen Âge, autrement, voie des Bornes. En effet, les Romains avaient jalonnés cette dernière de bornes, ou de milliaires, au IIIe siècle. Une à deux ont été retrouvées. La piste parvenait sur la commune actuelle depuis le lieu-dit de Mondouilloux, Beaune-sur-Arzon, pour aller en direction du hameau de Douilloux et emprunter le chemin jusqu'à la chapelle Saint-Roch, pour ensuite pénétrer dans le bourg de Craponne. Elle sort de Craponne à l'est et franchit l'Ance à Pontempeyrat, après avoir traversé le lieu-dit de Malaveille et longé l'actuelle route départementale D498.
Une voie plus secondaire existait également avec le chemin des Faîtes, ou des Crêtes, qui part en direction du nord depuis le bourg. Elle reliait alors Craponne au château de la Roue, d'où son troisième surnom, chemin de la Rode, à Saint-Anthème. Elle empruntait le col du Dansadoux, Chemintrand, le Siège de la Reine et les Pradeau,.
La seconde voie principale est une ancienne voie romaine dite Chemin de César, qui parcourt la limite ouest de la commune, des lieux-dits de Pontempeyrat et d'Orcerolles jusqu'à la limite sud de la commune et le lieu-dit de Mondouilloux, Beaune-sur-Arzon. Au contraire de la Bolène, cette voie militaire évite la plupart des hameaux et des lieux habités situés à proximité, ainsi que les sommets ou les lieux de culte. Elle reliait autrefois Lyon jusqu'à l'actuel Agen mais n'a semble-t-il pas laissé de vestiges sur la commune, autres que son tracé aujourd'hui encore bien délimité et une à deux milliaires.
Pour Marcel Bordet, c'est cette position de carrefour qui a donné très tôt la naissance de Craponne sur son emplacement actuel, comme avant-poste avancé du peuple des Vellaves ou de leurs devanciers.

### Moyen Âge

#### Premières mentions écrites
La période antérieure au Xe siècle a laissé peu de traces sur la commune : on relève essentiellement les traces d'une ancienne motte féodale à l'ouest près du lieu-dit Courbevaisse, à proximité de la voie reliant la région au Forez. D'une hauteur de 6 mètres, elle est d'un rayon de 28 mètres et est entourée de fossés avec escarpements. Quelques vestiges subsistent au centre de cette motte.
La ville est mentionnée pour la première fois dans le Cartulaire du Monastier sous la forme Vicaria Craponense. Elle est décrite comme étant le chef-lieu d'une viguerie du pagus du Velay, et donc administrée soit par un viguier, soit par un lieutenant du Comte de Velay.

Plus tard, le Cartulaire de Chamalières indique Craponne comme chef-lieu d'une paroisse au tout début du XIe siècle. De nombreux hameaux actuels existent déjà à cette époque : Soulages, Frimas, Chabassenelles, Le Vernet, Doulioux... Trois familles règnent alors sur la paroisse : celles de Beaumont, de Chalencon et de Rochebaron. 

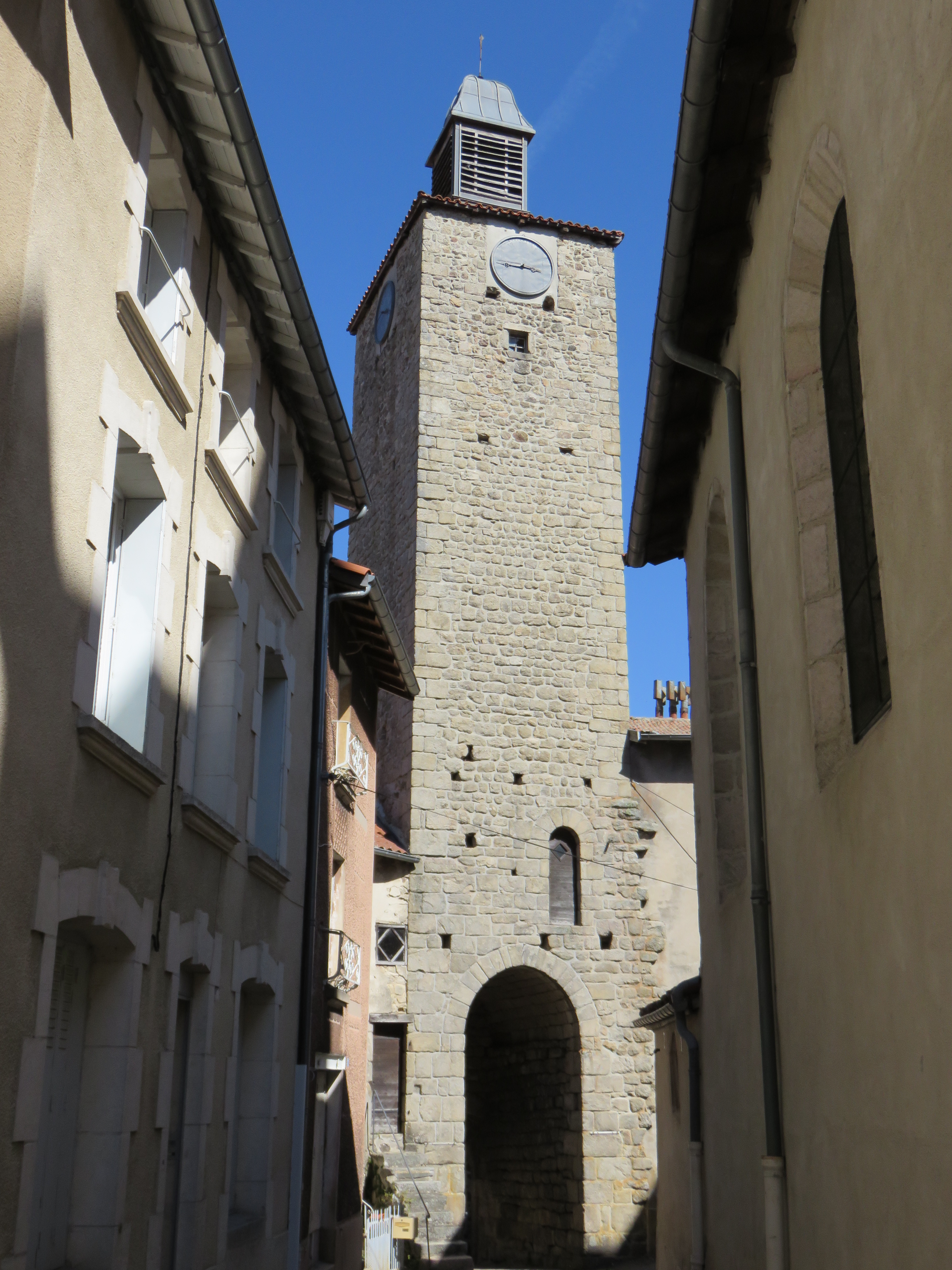
Le Donjon,

C'est la première famille, celle des seigneurs de Rochabaron, qui détient le château-fort XIIe siècle. À cette époque, des habitations sont groupées au nord et à l'est de ce dernier et enserrées dans des remparts. Ces fortifications ont eu fort à faire lors d'une lutte opposant les vicomtes de Polignac aux seigneurs locaux de Beaumont, de Chalencon et de Mons : en effet, ces derniers s'étaient ralliés à la couronne de France de Louis VII, tandis que la maison de Polignac souhaitait garder toute son indépendance dans ses possessions. Une attaque de cette dernière eu lieu dans tout le nord du Velay, occasionnant en mai 1163 une bataille à Craponne et la mort de Guillaume de Mons, venu porter secours à la cité. Le château est détruit, en même temps que ceux de Chomelix et de la plupart des environs. Après des expéditions de contre-attaque du roi de France, les vicomtes sont faits prisonniers et des accords de paix mettent fin au conflit en 1173.
Le château de Craponne est transmis en 1240 à la famille de Chalencon à la suite du mariage d'Egline de Beaumont et de Bertrand de Chalencon. Ces derniers rendent alors hommage de leurs terres aux comtes de Forez et aux évêques du Puy. La paroisse est alors intégrée au sein du gouvernement ecclécisastique du Languedoc, lui-même basé à Toulouse.

#### Craponne au Moyen Âge tardif
Au XIVe siècle, la guerre de Cent Ans fait des ravages dans une grande partie de la France, par ses pillages et ses destructions. Le Velay n'échappe pas aux bandes de brigands, les Malandrins, ni aux groupes de paysans entrés en rébellion, menés localement par Seguin de Badefol. Craponne échappe aux destructions grâce à la puissance protectrice de la maison de Polignac, mais est redevable de lourds impôts auprès des brigands. La ville fournit argent et homme d'armes au vicomte de Polignac. Les Anglais finissent par quitter la région entre 1382 et 1387 à la suite des traités de Sailhans et de Rodez. Entre-temps, des épisodes de pestes se produisent comme celle de 1348/1349, tuant peut-être la moitié de la population.
Moins sanglant, le fromage de Craponne, consommé pour une partie, vendu pour l'autre. Il est connu à Paris dès le XIVe siècle, et souvent consommé fondu, accompagné de sucre et de cannelle. Il est évidemment vendu au marché de la ville, déjà en fonctionnement à cette époque. On y trouve des vendeurs paysans, mais également des marchands forains venant de loin pour profiter du nœud routier que constitue Craponne.

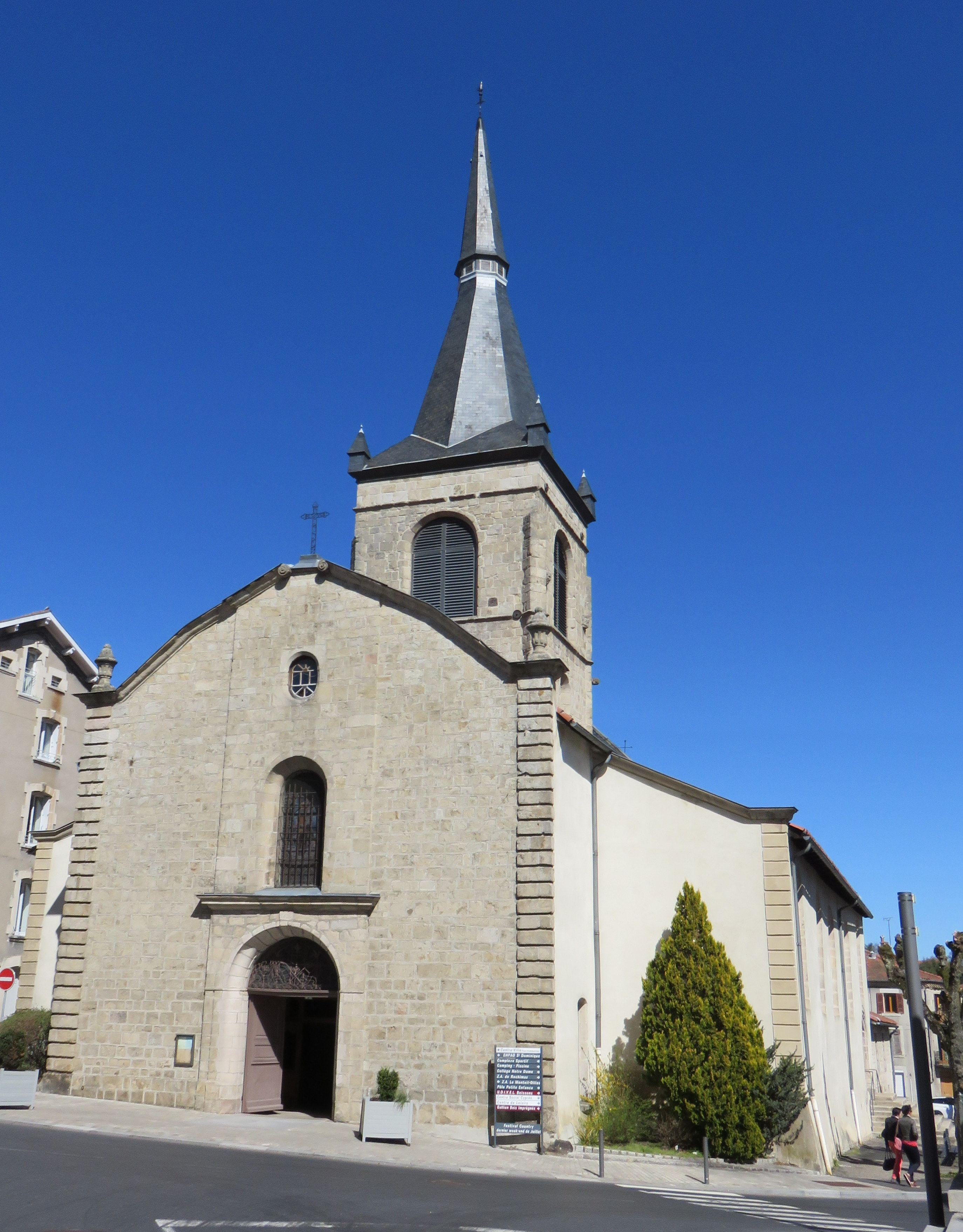
Église Saint-Caprais

Au XVe siècle, la famille de Chalencon prend le contrôle de la baronnie de Craponne, sous le contrôle des vicomtes de Polignac. Au début du siècle, ils accordent aux habitants des baisses de taxe, et font de la chapelle de leur château l'église paroissiale de Craponne, en l'agrandissant grandement par la création de deux nefs latérales.
La guerre de Cent ans fait son retour dans la région par l'incursion des Bourguignons qui visent à prendre Le Puy depuis Montbrison. Craponne est sur leur chemin et ce sont deux femmes, Jeanne Hachette et Catherine Belloreille, qui vont lever la population contre les opposants à la Couronne autour du château. Face à cette opposition soudaine, les Bourguignons préfèrent éviter la bataille et contourner la cité. Cet épisode laissera pourtant une trace. La population en arme regroupée le long des remparts nord du château, la tradition veut que le nom de Faubourg Constant, une des rues actuelles, naisse de ce soulèvement : constant, comme l'a été la fidélité des Craponnais au roi de France.
Les deux grandes foires actuelles de Craponne, du lendemain de la Saint-Caparais le 21 octobre et du premier samedi de mai, prennent naissance durant ce siècle : celle d'octobre concerne les animaux de trait, qu'on vendait après la saison des moissons, des fenaisons et des labours. La foire de mai au contraire, permettait d'acheter ces bêtes afin de préparer la grosse saison.
À la suite de la permission du roi Charles VII, par lettres-patentes du 24 juin 1438, de fortifier la ville, des remparts et des tours sont édifiées dans les années 1450. Peu de temps avant, le 23 juin 1428, a lieu le serment de Craponne, dans lequel les trois seigneurs du Velay, l'évêque du Puy, Pierre de Chalancon, vicomte de Polignac, et Loyse de Chalancon, son fils, jurent fidélité à ce même Roi. C'est que Craponne est à l'époque partagé entre deux terres : celle de Velay, et celle d'Auvergne. C'est dans celle-ci que les trois seigneurs actent le document, signe de dévotion au Roi de France, duc d'Auvergne, entre autres possessions. Ce serment est aujourd'hui le plus vieux documents existant daté de Craponne.
L'église paroissiale est également agrandie de plusieurs chapelles en 1477. La période se termine avec plusieurs mauvaises récoltes entrainant famines ainsi qu'avec diverses épidémies, décimant la population.

### Temps modernes

#### Renaissance

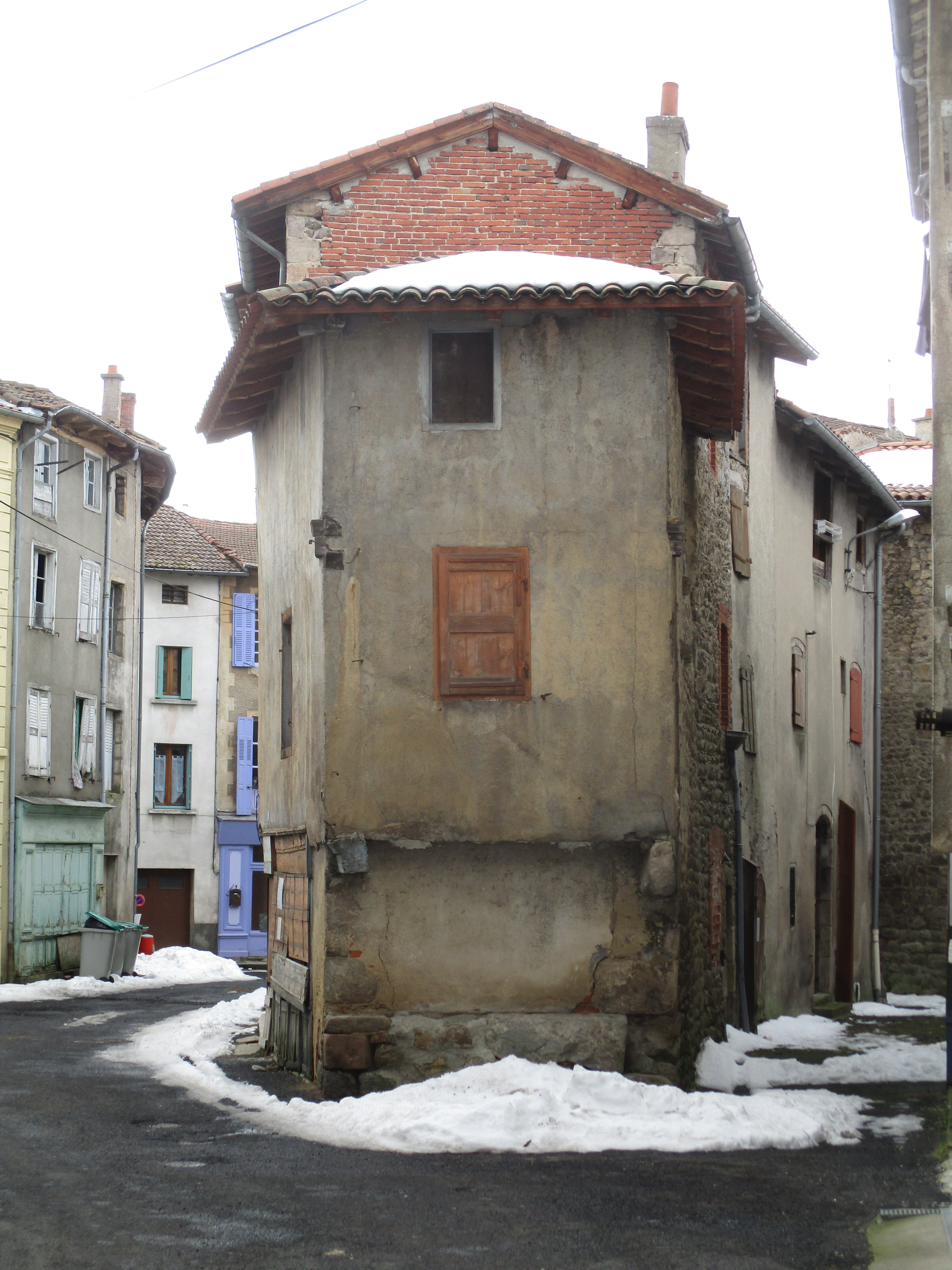
Maison de ville ancienne, avec échoppe

Craponne entame le siècle de la Renaissance alors que ses travaux de fortifications ne sont toujours pas terminés. Une bande de routiers pille d'ailleurs la cité vers 1520, faisant rançonnés et prisonniers les habitants, à l'instar d'Ambert un peu plus tôt. François Ier décide de fortifier l'ensemble des cités du royaume afin de la protéger des conflits naissants et notamment de. C'est le cas de Craponne à partir de 1528, qui a bientôt à subir d'autres calamités, celles des guerres de Religion. Le baron des Adrets, François de Beaumont, a déjà ravagé Montbrison en 1562 au nom de la réforme protestante. Alors qu'il s'apprête à traverser Craponne pour attaquer Le Puy, il est appelé sur d'autres champs de bataille. C'est le chevalier Blacons qui prend sa suite et qui rassemble sa troupe de plus de 7 000 hommes à Pontempeyrat. Craponne est en danger, et plus loin, Le Puy. Pour l'écarter, les Ponots chargent le sieur de Saint-Just de porter 3 500 écus à Blacons afin de le détourner de sa route. L'occasion est ratée et les huguenots continuent leur chemin en direction du Puy, contournant toutefois la cité craponnaise. Finalement, la ville du Puy résiste aux attaques protestantes et la bande armée reflue vers le nord, prenant La Chaise-Dieu.
La région n'en a pas fini avec les guerres de Religion puisqu'une nouvelle bande, celle du capitaine Merle, commence de nouveau à ravager le pays. Malgré l'influence du puissant baron de Saint-Vidal, ce capitaine attaque et prend rapidement Craponne en 1574, pillant et rançonnant les habitants. Il reprend rapidement son chemin et s'en va sur Ambert qu'il prendra, pourchassé par le baron.

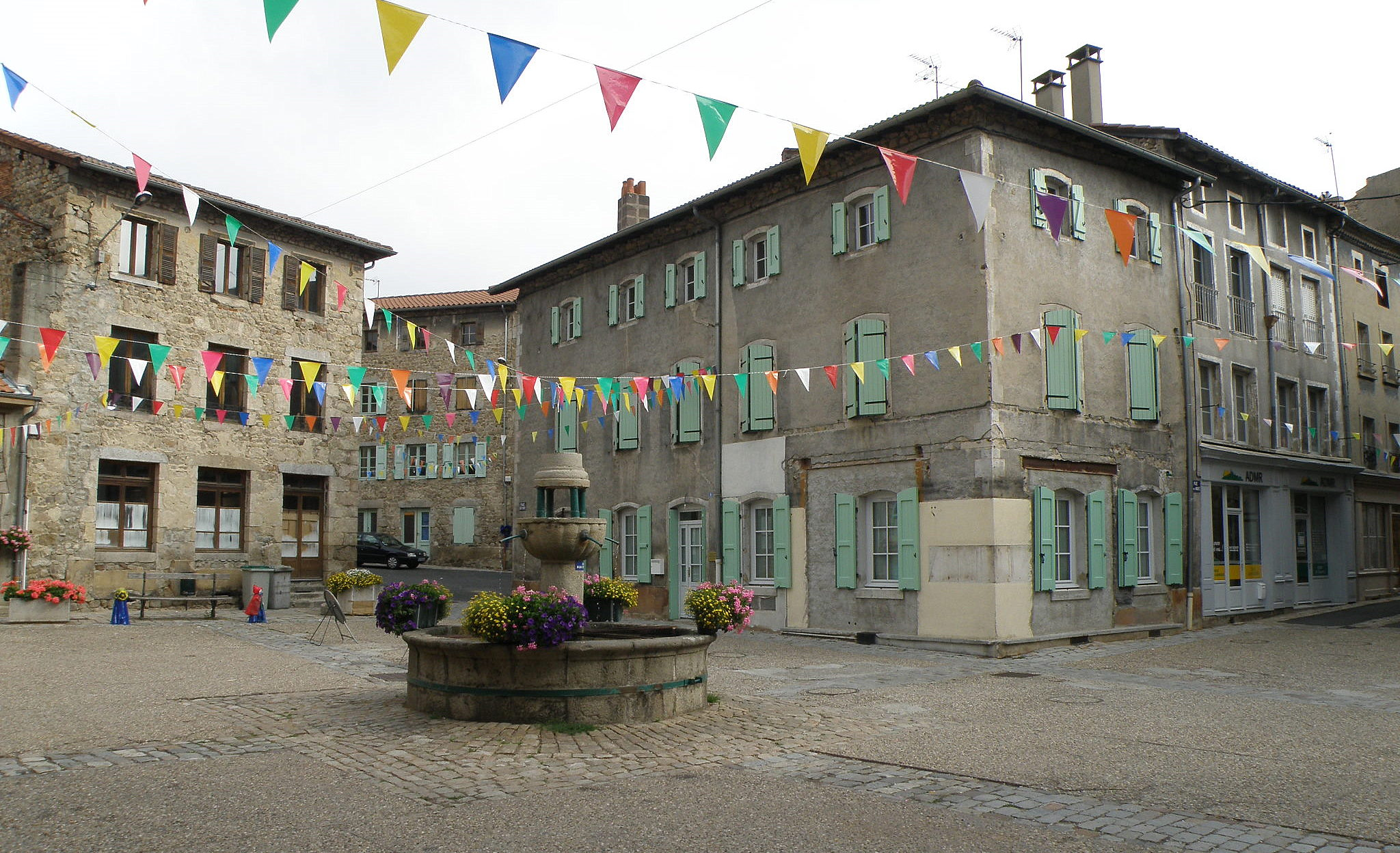
Place du For, ancienne basse-cour du château

La fin des années 1570 et 1580 sont principalement occupées par la finalisation des remparts de la ville qui se font attendre depuis longtemps. La tour Pasturel, du nom de Jean Pasturel, marchand ayant notamment financé sa construction, est édifiée à cette époque et subsiste encore aujourd'hui à l'angle sud-est du bourg. Paradoxalement, c'est dans ces années, en 1576 précisément, qu'est décidée la destruction du château de Craponne, enserré dans les murailles de la ville. Sur ordre sur seigneur de Saint-Vidal, ce sont les soldats de la compagnie de Monsieur de Vergezac qui vont s'en charger pendant l'été. À l'instar de nombreux autres châteaux de la région, on craint en effet qu'il serve de protection et de moyen de défense aux bandes huguenotes et de pillards qui subsistent encore. De ce château, ne subsiste aujourd'hui que l'actuel donjon, aussi appelé tour de l'horloge, qui n'était alors qu'une des entrées principales de l'édifice défensif. Les pierres issues de sa démolition ont en partie servies à consolider la ville. Quelques années plus tard, les fortifications de la ville ne sont même pas terminées.
Comme ailleurs, la cité n'est pas épargnée par la peste, qui y fait son retour en l'année 1586, accompagnée d'une famine importante. C'est de cette époque que date l'actuelle chapelle Saint-Roch édifiée par les habitants sur l'ancienne route du Puy. Saint Roch est en effet très souvent invoqué face à la peste.
Le siècle se termine avec les derniers soubresauts des guerres de Religion dans la région, et les incursions de la Ligue catholique opposée aux royalistes et aux huguenots. En 1594, Craponne est alors sous la domination de Philiberte de Clermont, veuve de François-Armand XVI, et de Diane de Sénecterre, veuve de Christophe de Polignac, baron de Chalencon. Les deux étaient seigneurs de Craponne.

#### Guerre et peste comme calamités des premières décennies duXVIIesiècle
Le début du XVIe siècle voit la nomination de Gaspard-Armand, seigneur de Craponne, comme député de la Noblesse. En effet, le roi Louis XIII convoque les États généraux à Paris en octobre 1614. Deux délégués du Velay y sont également envoyés, dont Claude Marcon, notaire, lieutenant et consul de Craponne.

Peu de temps après, on voit la création de la confrérie du Saint-Rosaire le 15 février 1618, qui permettra entre autres quelqueps réparations de l'église. L'archevêque de Lyon, Denis-Simon de Marquemont, visite même Craponne deux ans après.

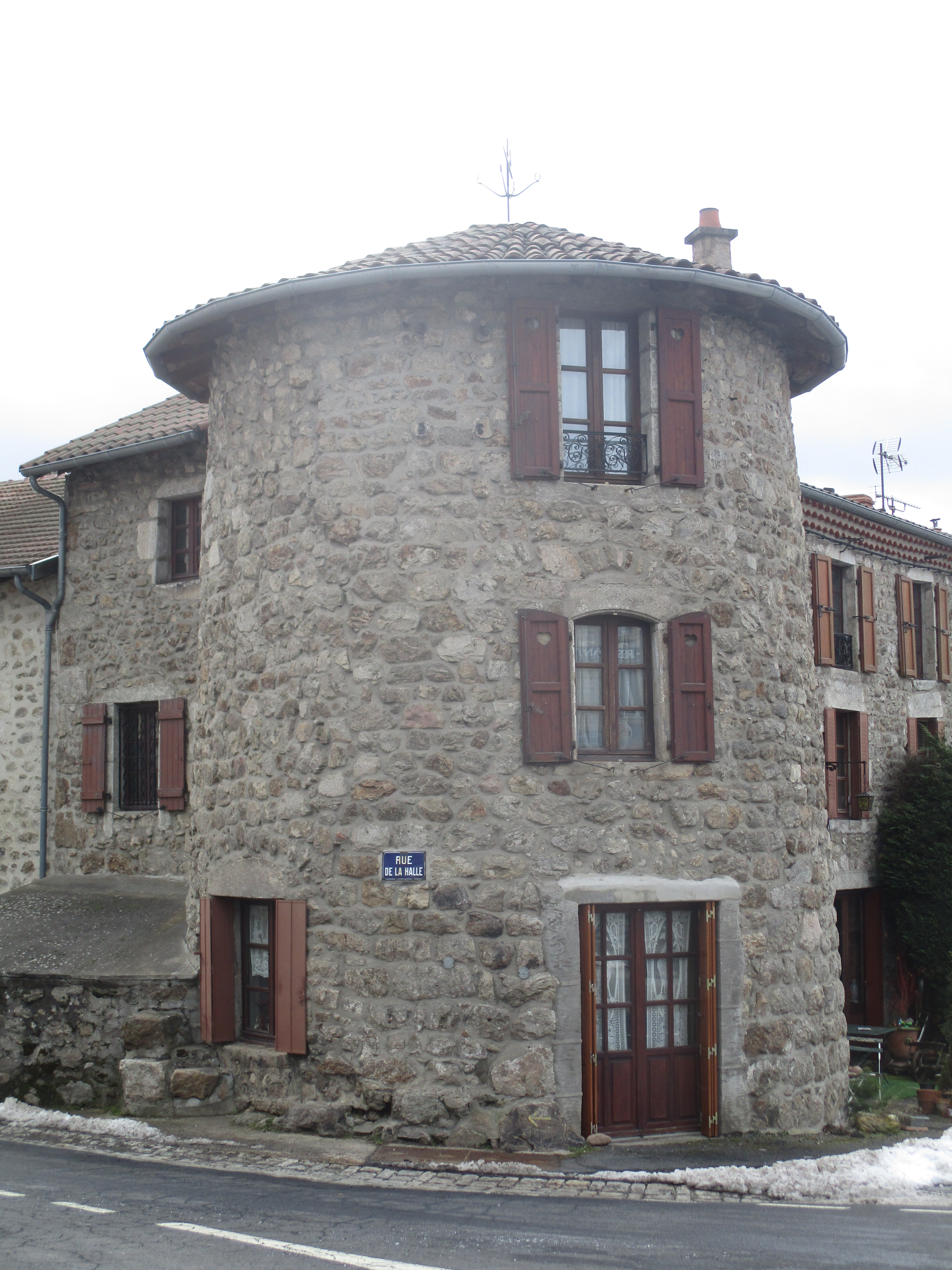
Tour du Marchedial

Calamité de l'époque, la peste fait son retour en 1628. Avant les précautions d'hygiène, on tente d'abord de contrer le mal par l'assiduité religieuse et les dons à l'Église. Des recours à la Sainte Vierge ou encore à Saint Roch se font, des messes sont tenus régulièrement en l'honneur de ce dernier saint, on organise des processions, et l'on promet d'envoyer une offrante de cent livres à Notre-Dame de Lorette, en Italie. C'est une réussite, la peste disparaît de la ville, et l'on se permet même de ne pas envoyer immédiatement le don promis à Notre-Dame de Lorette.
Si la guerre est loin de Craponne, elle n'empêche pas cette dernière de fournir des soldats au Roi de France à l'occasion de la guerre de Trente Ans. Louis II de Bourbon-Condé est en effet chargé de lever une troupe près de Narbonne. Si la paroisse n'est pas chargée dans un premier temps de fournir des hommes à la guerre, une demande plus pressante de 13 soldats est cependant faite dans la fin d'année 1639. Cette demande ne sera que peu honorée, et l'essentiel des hommes convoqués désertent, malgré les promesses de matériel et d'argent qui leur sont faites. Le Roussillon sera finalement pris en 1641 par le royaume de France.

#### Développement tous azimuts de la ville dans la deuxième moitié de ce siècle
Côté économie, la dentelle fait son apparition dans la région en 1640. Elle constituera plus tard une part essentiel de l'économie industrielle et artisanale de la ville, et aussi de la région du Puy.
1645, le monastère des Dames de saint Augustin est créé, sur demande des Augustines de Vals près le Puy. Premier monastère dans l'histoire de Craponne, il est alors inauguré par les consuls de la ville Antoine de Vinols d'Yneyres, issu d'une famille historique de la cité et Jacques Sapientis. Les premières religieuses ne viennent à Craponne qu'en 1646, et dans un habitat temporaire, pour finalement prendre possession de leur couvent en 1649. Le couvent est alors le pensionnat aristocratique de la ville : les familles nobles et bourgeoises y placent leurs filles, pour soigner leur éducation, et permettre à l'établissement religieux de soigner malades et infirmes. Dame Justice Réal est la première prieure. 1794 et la Révolution sonneront le glas de cet ordre à Craponne.
L'Hôtel-Dieu de Craponne, existant au moins depuis 1579, fait place à un Bureau de Charité en 1687.
Le dernier quart de siècle est l'occasion de profonds changements et bouleversements urbains, alors que Craponne fait l'objet d'une prospérité grandissante. Les voies sont élargies, les quartiers de faubourg ou aux abords de la ville se développent : en 1693, on sait, grâce au curé Antoine Valentin, que Craponne compte 1 434 personnes dans ses murs, et un total de 2 753 habitants dans toute sa paroisse. Pour contenter la ferveur des habitants, deux chapelles sont également construites : celles de Sainte-Reine, puis de Saint-Régis. L'année 1687 voit aussi l'érection, par les sœurs de l'ordre de Saint-Dominique, de l'hôpital de Craponne, grâce à l'aide du curé, des consuls de la ville et de nombreux donateurs. L'hospice siège alors place du For, Il recevra plus tard, en 1739, le titre d'Hôpital général et royal. La maison Saint-Dominique existe toujours, et subsiste en tant que maison de retraite place du Marchedial.
Dans ces années de fin de siècle, le royaume de France est pris dans la guerre de la Ligue d'Augsbourg, peu de temps avant la guerre de Succession d'Espagne. Si la France triomphe sur ses frontières et dans les opérations extérieures, elle doit assurer également un certain maintien de l'ordre dans son pré carré : les milices citoyennes sont créées à cet effet, et à Craponne également. 600 hommes sont levés par le seigneur de Vacherolles, Jean Torrilhon, et sont armés notamment de fusils stéphanois neufs. Un membre de la famille, Ignace-Maurice Torrilhon, est choisi comme capitaine pour tenir cette compagnie, et même comme bailli de Craponne, et marquisat de Chalencon.
La toute fin du siècle est occupée par des travaux d'agrandissement de l'église accueillant désormais la chapelle Saint-Michel en 1695, la réparation des murailles, des contrats d'affranchissement, ou encore des modifications du montant des impôts.

#### Début duXVIIIesiècle
Le siècle s'ouvre à Craponne avec les difficultés habituelles de paiement des impôts par ses habitants. Ces plaintes sont rapidement suivies en 1709 par le Grand Hiver et ses conséquences désastreuses sur la population. Les semailles sont catastrophiques et une grave famine s'installe, à laquelle s'ajoute un froid mortel. Les mendiants et les vagabonds se font nombreux et les autorités se voient forcer de prendre une ordonnance obligeant ces derniers à subsister dans leurs paroisses natales pour limiter les mouvements de populations.
L'année suivante, le couvent des sœurs de Saint-Joseph est formé et s'installe près de l'actuelle chapelle des Pénitents. Le collège privé actuel de la commune en est son descendant.
À la suite des plaintes d'habitants de la paroisse, qui refusent désormais de sustenter financièrement la garnison militaire, cette dernière quitte la ville dans l'année 1710. Les conséquences se font rapidement sentir et le maire ainsi que les consuls doivent limiter les installations de nouveaux habitants afin d'éviter les troubles. Financièrement affaibli, aux prises contre les Coalisés en pleine guerre de Succession d'Espagne, le royaume de France demande lui aussi de l'argent et des biens : c'est sur ceux de la Noblesse qu'il va se servir, et notamment sur la Noblesse craponnaise.
Quelques années après, la population se revigorant, et les conditions de vie s'améliorant, on demande au vicomte de Polignac l'autorisation de percer la muraille à de nombreux endroits. Ces percements, préservant toutefois l'usage militaire des remparts, permettent d'apporter de la lumière et de l'aération dans les rues sombres et dans les maisons qui s'y sont peu à peu accolées à l'intérieur de la cité. Cela n'empêchera pas la peste de faire son retour en l'année 1721, touchant habitants et troupes de passage.
1726, Dominique Torrilhon de Vacherolles succède à son père, Ignace-Maurice, en tant que maire de la ville, après nomination royale. Un descendant, Joseph Torrilhon-Dubourg de Vacherolles, qui servira plus tard dans le régiment d'Auvergne, futur receveur de la croix de l'ordre royal et militaire de Saint-Louis et général de division, nait à Craponne le 4 février 1732. Il y meurt en 1806,.

#### Mandrin, brigand de passage à Craponne
Le passage de Louis Mandrin est un des principaux faits marquants de ce siècle. Né en Dauphiné en 1725, ce contrebandier, chef d'une importante bande de pillards, sème longtemps la panique dans de nombreuses régions d'un grand quart sud-est de la France. Il mène en parallèle un commerce de contrebande de tabac ou de tissus, provenant de la Savoie encore étrangère, qu'il écoule dans les régions voisines en évitant ainsi les taxes.
Il parvient dans le Velay en août 1754 avec plus de cent cavaliers, suivis d'une cinquantaine de mulets chargés de biens à échanger.
Craponne reçoit sa visite le 28 août de la même année, après être passé par Brioude où il a déjà obtenu 6 600 livres à titre de rançon. Le groupe s'est alors séparé en deux, le deuxième sous les ordres de son lieutenant Bertier s'étant rendu à Massiac. Mandrin lui-même dirige la bande marchant sur Craponne. Après quelques vols importants opérés sous la menace des armes, il fuit finalement en direction du Puy puis en direction de Langogne, poursuivi par le sieur de Larre. Il est finalement capturé en Savoie, et est condamné dans l'année qui suit, le 26 mai, au supplice de la roue.

#### Modernisation de la cité à l'aube des temps révolutionnaires

Tour Pasturel, XVIe siècle.

On connait de nouveau la population de la ville en 1756 : d'après un rapport de l'époque, 3 000 habitants logent dans la ville et aux alentours, et 1500 dans les villages et hameaux de la paroisse, avec près de 25 familles nobles.
Petite révolution, les murailles de la ville sont en grande partie abattues en l'année 1769, ainsi que plusieurs tours, excepté celles du Marchedial (aussi appelée du Nord) et de Pasturel, encore debout aujourd'hui. Les techniques modernes de la guerre, ainsi que l'éloignement des conflits importants, ont en effet rendu cette muraille inutile militairement. Et grâce à l'espace libéré, on élargit les rues et la ville s'aère. Un peu plus tard, en 1787, on abat également plusieurs portes. Pour faciliter les communications avec les provinces proches et le reste du royaume, on crée aussi en 1770 un service de messageries.
En 1780, la nouvelle chapelle des Pénitents est érigée, en remplacement de l'ancienne chapelle démolie en 1775.

Craponne ne vit pas à l'écart des évolutions politiques et agricoles : une loge maçonnique, celle de la Franche-Amitié, existe déjà dans cette fin de siècle ; la pomme de terre fait son arrivée à Craponne, tardivement toutefois, en 1778. Les communications s'améliorent encore avec la construction de la route du Puy à Craponne, de la réfection de celle en direction du Forez par Pontempeyrat ainsi que de plusieurs rues de la cité, dans les années 1780.

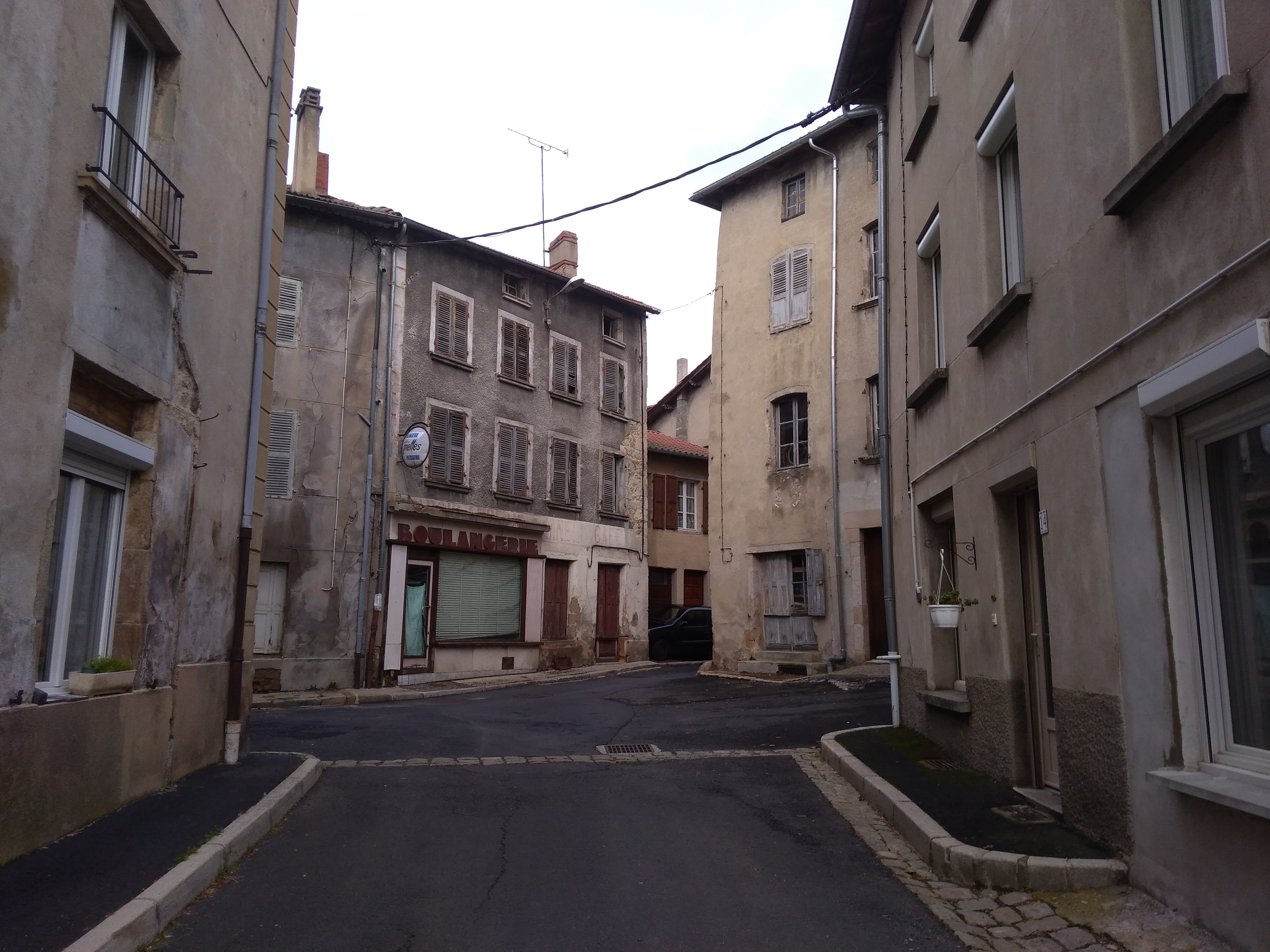
Rues étroites et sinueuses du centre-bourg

A la veille de la Révolution, la paroisse de Craponne compte 3 360 habitants et vit largement du commerce de la dentelle. Elle possède un hôtel de ville, un hôpital, un bureau de poste, des maisons d'éducation, neufs offices de notaires royaux, et est le noyau commercial d'un vaste territoire étendu sur 50 paroisses par ses foires et ses marchés. Son seigneur est Monsieur de Polignac et son prieur-curé, Monsieur Privat.
Alors que Louis XVI convoque les États généraux en 1789, la ville envoie dans les cahiers de doléances peu ou prou les mêmes demandes que le reste de la province du Velay : « une administration moins onéreuse, plus représentative des trois ordres, plus conforme aux intérêts des habitants ».

### Période révolutionnaire et Empire

#### Premiers chamboulements démocratiques et évènements dramatiques
Le premier évènement de cette période intervient le 19 mars 1789, quand une partie de la noblesse possédante et du clergé est convoquée au Puy. Deux prêtres originaires de Craponne ont l'honneur d'être désignés, l'un au Puy, l'autre à Clermont. Après que l'Assemblée Constituante a supprimé toutes les justices royales et seigneuriales, le 13 septembre de la même année, nait une assemblée d'habitants de la ville, exigeant un tribunal de première instance. Elle demande un peu plus tard à ce que Craponne devienne chef-lieu d'arrondissement depuis la création du département de la Haute-Loire, issu largement du Velay et d'une petite partie de l'Auvergne. Ces deux demandes resteront vaines. En revanche, sa maréchaussée se maintient.
Les années 1790 et 1791 ne donnent pas d'évènement notables, excepté peut-être les mauvaises récoltes dues à une gelée tardive, puis d'une grande sécheresse pendant l'été qui suivit. Également, le passage de l'abbé Privat, député, qui passa à Craponne le 23 octobre de l'année 1791, célébrant la grand-messe sous les réjouissances de la population.
1792 est en revanche bien plus mouvementé : cela commence en mars après le meurtre par arme à feu du brigadier de la gendarmerie nationale, Laval-Beaufort, après d'importantes émeutes. Pour Monsieur Maitrias, auteur d'Esquisse historique sur Craponne, la population voulait en effet rendre l'église paroissiale au culte catholique. Pour la municipalité, c'est une tout autre raison : la foule, ce 18 mars, se dirige vers la maison commune, protestant contre l'inexactitude supposée du poids du pain. C'est pendant l'arrivée des gendarmes sur place, parvenant au milieu de la foule furieuse, que l'un d'eux est tué d'un coup. On ne découvrira jamais le coupable. Les gendarmes restants, quant à eux, quittent Craponne dans la nuit pour La Chaise-Dieu, par sécurité. Il ne tarde pas avant que les gendarmeries alentour ne se rassemblent, celles de La Chaise-Dieu, d'Yssingeaux, de Vorey et de Craponne, accompagnées par une compagnie de dragons du régiment de Penthièvre stationnée au Puy. On croit que cette troupe est en route pour Craponne et y sévir. Il n'en sera rien, et la municipalité affolée, mobilisant les populations alentour contre cette supposée attaque, s'apaise enfin.

#### La Terreur et ses suites
La deuxième moitié de l'année 1792 voit l'abolition de la Royauté. Un peu plus tard, le 21 janvier suivant, c'est la mort de Louis XVI, à laquelle Monsieur Charbonnier, qui mourra à Craponne en 1850, participe. Un mois plus tard, c'est la mobilisation générale face à la menace des monarchies étrangères. 300 000 hommes sont exigés pour servir les armes, dont 30 doivent venir de Craponne, et 1000 pour toute la Haute-Loire. Plus tard, on demande encore 30 soldats, mais cette fois-ci issus de tout le canton de Craponne.
Les fêtes du 30 nivôse an II (19 janvier 1794) et de l'inauguration du temple de la Raison (19 avril 1794) font l'évènement de ce début d'année 1794. Le temple de la Raison siège évidemment en lieu et place de l'église paroissiale. Celle-ci, ainsi que les autres chapelles de Craponne, sont évidemment vidées de tout leur contenu religieux, et ces objets de culte, rapidement vendus aux enchères. Les couvents sont fermés, et les religieux souvent persécutés et emprisonnés. En fin d'année 1795, c'est justement l'abbé Privat qui se fait arrêter par les troupes républicaines. La réaction des Craponnais ne se fait pas attendre, et un soulèvement se produit, virant à l'émeute, libérant le clerc, mais tuant un homme. La justice révolutionnaire sera pourtant clémente envers les accusés, qui furent amnistiés.
La période impériale est évidemment plus calme, malgré les tourments des guerres lointaines. Celles-ci rebutent largement les Craponnais, avec près de 40 déserteurs en 1815. Puis, la défaite de la France et l'abdication de Napoléon le 22 juin entraînent son envahissement et son occupation. En Haute-Loire, ce sont des troupes autrichiennes qui se chargeront de cette tâche, et qui afin d'assurer leur subsistance, imposent financièrement les habitants.

### XIXesiècle
Après la chute de l'Empire, Craponne ne voit pas de grands évènements s'y passer. Le retour d'un roi, Louis XVIII, fait le bonheur des Craponnais, même si d'autres le rejettent, comme au village de Douilloux. À Pontempeyrat, on cherche à former un chef-lieu de paroisse, arguant que les habitants y ont déjà construit un presbytère, entretiennent eux-mêmes un curé, et sa chapelle gagne en importance. On leur refusera cette faveur.
En 1828, naît l'actuel cimetière, remplaçant l'ancien qui, comme dans une grande partie de la France, prenait place près de l'église paroissial. Il faut en effet subvenir aux besoins d'une commune comportant alors, en 1836, 3 779 habitants, et 9 877 habitants dans son canton au total. Les activités économiques majeures y sont encore la dentelle, ainsi que la coupe et le commerce du bois. En effet, celui-ci est recherché à la fois pour le chauffage, la construction, mais aussi pour consolider les galeries de mines du bassin houiller de la Loire. Quant à la dentelle, elle est de loin le secteur économique le plus majeur de la commune, avec jusqu'à 800 employés, souvent des femmes, dans les années 1840 à 1850. Les hommes sont rares, souvent très jeunes, comme les femmes, parfois embauchés dès leurs 7 ans. Les ateliers sont en revanche bien répartis entre les hameaux et le bourg, à parts égales. À partir des années 1860 cependant, une forte baisse des effectifs se produit à la faveur d'un changement de la mode vestimentaire, privilégiant les habillements plus raffinés que ce que peut produire la dentelle de Craponne.
La guerre de Crimée, comme un peu plus tard la guerre contre la Prusse, offrent l'occasion aux Craponnais de prouver leur valeur, et plusieurs de ses soldats en reviennent décorés de leur faits militaire. En 1867, on célèbre l'élection au titre de conseiller général du canton du baron Jules de Vinols de Montfleury, né à Craponne en 1820. Il devient même député de Haute-Loire en 1871, siégeant avec les légitimistes.
Dans la fin du siècle, la ville prend son nom actuel de Craponne-sur-Arzon.

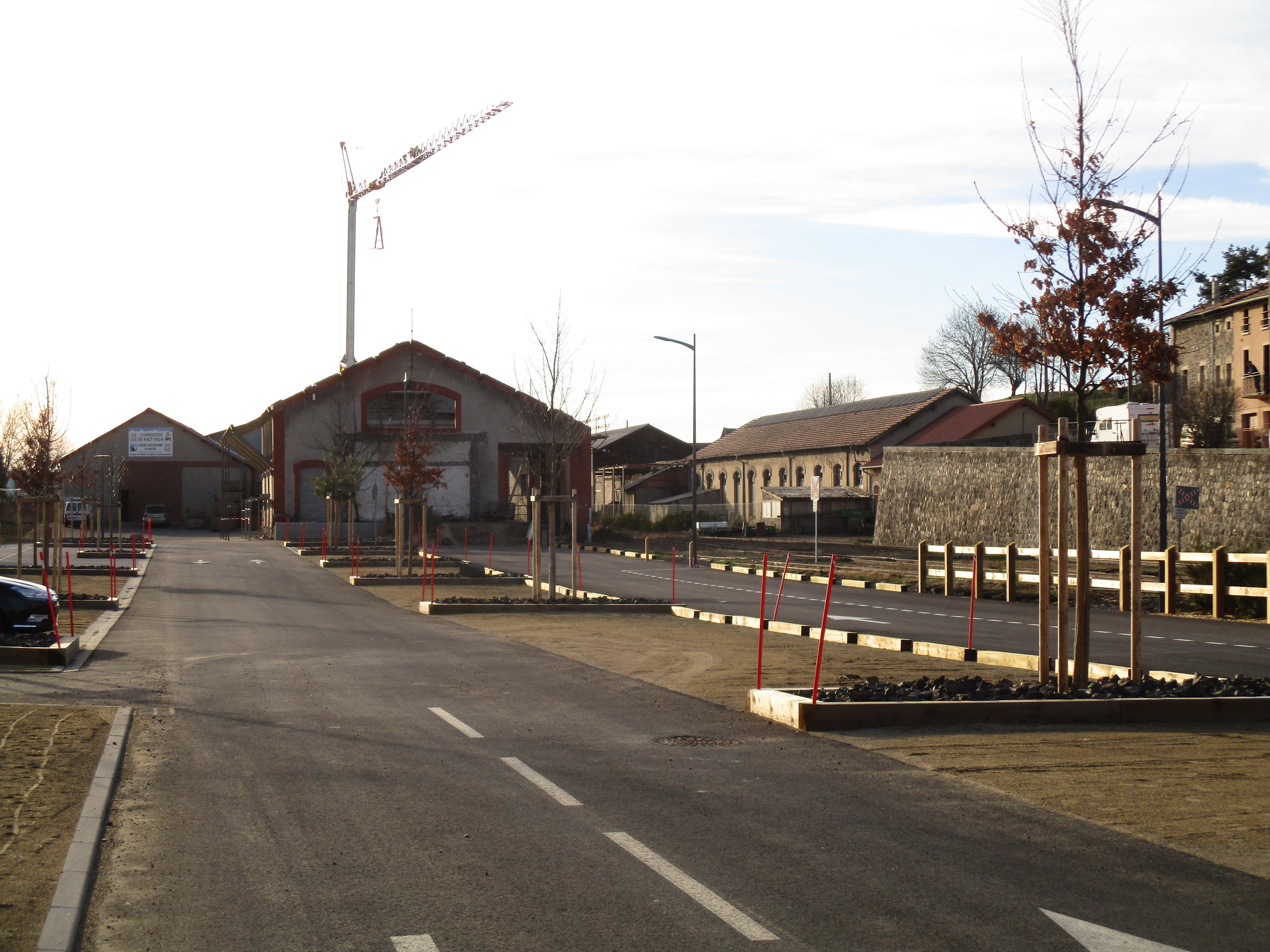
Anciens entrepôts près des emprises ferroviaires

Après la fondation de son École primaire supérieure, elle fait surtout l'objet de la construction d'une voie ferrée par l'État et la compagnie du Paris-Lyon-Méditerranée. Celle-ci, malgré la volonté des Craponnais de la faire passer par la vallée de l'Ance ou de l'Arzon, emprunte plutôt un trajet parallèle à la ligne reliant Saint-Étienne au Puy. Depuis 1873, cette voie unique démarre donc de Bonson, pour partir en direction de Saint-Bonnet-le-Château. C'est à partir de cette ligne ferroviaire qu'est prolongée en 1897 une voie jusqu'à Craponne, reliant en chemin la commune d'Estivareilles, Usson, et franchissant l'Ance à proximité de Pontempeyrat par un large viaduc. Enfin, la ligne sera encore prolongée en 1902 jusqu'au nœud ferroviaire de Sembadel. La ligne sert à transporter les voyageurs, mais surtout à transporter les produits de la région de Craponne qui s'exporte un peu partout : bois de chauffage et de mine pour consolider les galeries du bassin houiller de la Loire, principalement du sapin, ainsi que des pommes de terre. Le quartier de la gare s'aménage donc à cet effet autour des emprises ferroviaires à l'ouest de la gare, avec entrepôts de stockage des produits et du matériel ferroviaire.
Après le tassement de ces activités économiques et surtout avec le déclin du transport ferroviaire au profit de la route, les différentes portions de la ligne ferment petit à petit durant le dernier quart du XXe siècle, pour le trafic de voyageurs, comme de marchandises. La portion de Saint-Marcellin à Estivareilles est même déferrée en 1976. La partie d'Estivareilles à Sembadel est en revanche encore debout, et un train touristique sinue encore pendant la période touristique. Les matériels ferroviaires, de transport et d'entretien, sont détenus par l'association du Chemin de Fer du Haut-Forez, et la voie également entretenue par cette dernière.

### De 1900 à nos jours

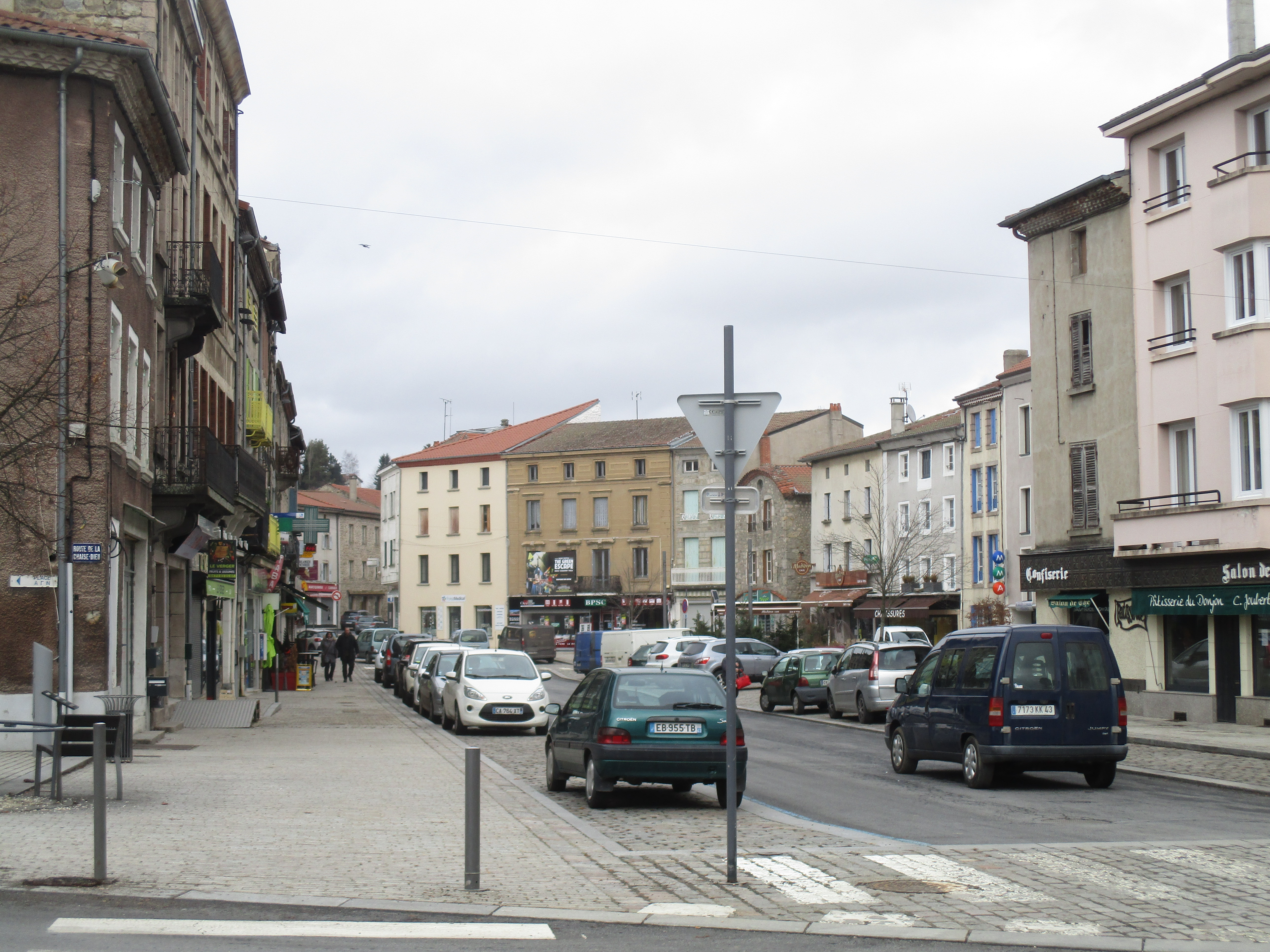
Faubourg Constant

Depuis la fin du XIXe siècle, les faubourgs de Craponne se sont largement développés et modernisés. Comme dans de nombreuses villes françaises, les larges espaces modernes offerts par les destructions des remparts en marge des centres anciens ont entraîné sur le faubourg Constant la construction d'immeubles modernes de 3 étages, souvent ornés sur la façade, et détenus par une population plutôt aisée. Un commerce se tient souvent au rez-de-chaussée, profitant de ce nouvel axe de circulation et de vie, au détriment du centre-ancien trop cloisonné et à la trame viaire encore inchangée depuis plusieurs siècles.
L'avenue Jeanne d'Arc est percée à l'est en 1912, offrant de beaux espaces pour des maisons avec grands jardins. Peu de temps avant, Jacques Cottier, patron d'une importante fabrique de dentelle, invente le fuseau à manche creux, devenu de nos jours très rare. Il exportera ses produits partout le monde, et délocalisera même une partie de sa production en Asie. L'hôtel de ville actuel est édifié en 1913, grâce à un don de Félix Allard, bâtisseur.
La Première Guerre mondiale occasionne de nombreux morts, comme partout dans les campagnes. Le site Mémoire des Hommes recense 89 hommes morts, morts au combat pour la plupart, de blessure, en captivité, ou de maladie.

#### Seconde Guerre mondiale
Quelques faits de résistance ont lieu à Craponne durant l'année décisive 1944 : d'abord, le 6 juin 1944, jour du Débarquement allié, quand des maquisards organisent un attentat contre la gare. Puis le 19 août, à Ranchoux, Émile Chevalier et Jean-Baptiste sont grièvement blessés après des combats. Les Allemands les achèvent.

#### Après-guerre
La commune n'a que peu souffert de la guerre. La vie y continue donc son cours, sans soubresauts, et la population, contrairement aux villages alentour, se maintient autour des 3 000 habitants après une sévère chute constatée dans la première moitié du siècle, principalement due à la Première Guerre mondiale, à l'exode rural et à la baisse de la natalité.
Dans les années 1980 et 90, l'activité industrielle décline peu à peu. Deux établissements ferment dans la dernière décennie et font décroître soudainement la population de Craponne, avec la perte d'un tiers de sa population en 20 ans. Les abattoirs municipaux, créés en 1965, ferment également.
À la suite de la loi du 6 février 1992, on crée la Communauté de Communes du Pays de Craponne, dont Craponne-sur-Arzon est la commune-centre, et qui accueille sept autres communes : Chomelix, Saint-Georges-Lagricol, Jullianges, Saint-Jean-d'Aubrigoux, Saint-Julien-d'Ance, Saint-Victor-sur-Arlanc et Beaune-sur-Arzon.
Le centre-bourg fait l'objet de quelques rénovations de ses espaces publics, principalement à base de pavages harmonieux.

#### Depuis 2000
Le souci des différentes municipalités est depuis plusieurs années de stopper l'hémorragie démographique qui affaiblit et vide la commune, par séquence, depuis plus d'un siècle. Cela passe principalement par la consolidation, voire le développement de services administratifs et de santé. On voit ainsi fleurir un EHPAD. Le concours d'architecte débute en 2006, et offre en 2010 un établissement de près de 150 lits, offrant tout le confort moderne et des espaces de vie pour les patients et les résidents, pour un investissement de 19 millions d'euros. On installe également un centre social et un pôle petite enfance.
L'activité économique n'est pas oubliée puisqu'une zone commerciale est planifiée à l'entrée nord de la commune au lieu-dit de Rechimas, et une zone industrielle à son entrée sud, en direction du Puy-en-Velay, celle de la Marrel. Une scierie moderne s'y installe, ainsi qu'une usine de granules de bois destinés au chauffage domestique.

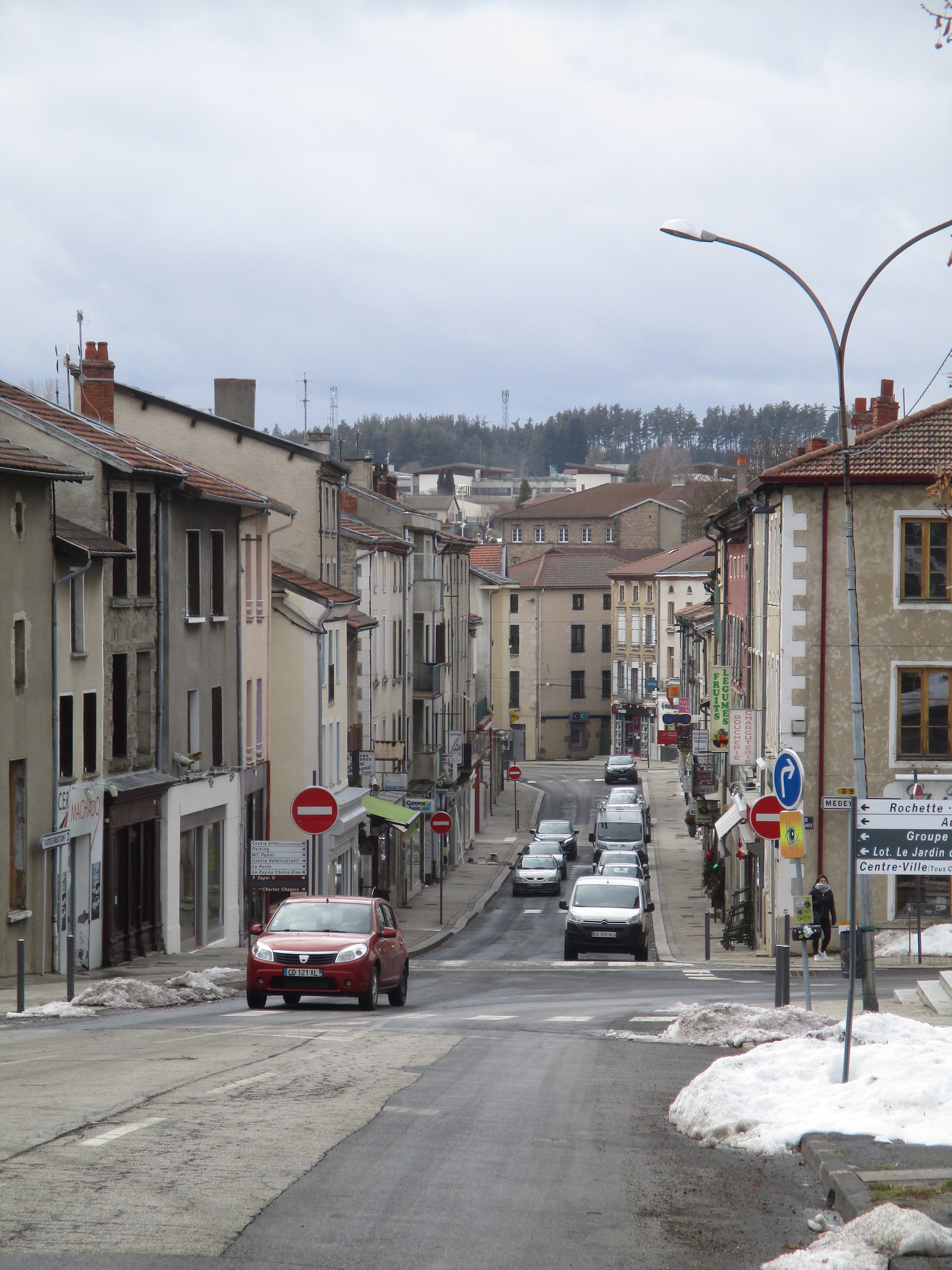
Boulevard du Nord

Concernant l'urbanisme, les changements ne sont pas structurels et portent essentiellement sur les espaces publics des deux grands axes commerciaux, le faubourg Constant, et le boulevard du Nord. Le but est d'abord d'améliorer la circulation pour tous les modes, et notamment piétons. La circulation automobile et son empiètement sur tout l'espace public ont en effet dégradé le paysage urbain et l'utilisation de la ville par les passants, les habitants, les clients des commerces. En 2010, on remodèle donc totalement le faubourg, avec la création de larges trottoirs et d'une place afin de faciliter les circulations, améliorer l'esthétique, permettre d'y organiser des manifestations. Les espaces sont donc traités dans l'urbanisme de son temps, aérés, avec une présence faible de la nature et l'utilisation de matériaux nobles, comme le granit au lieu du bitume. Des terrasses sont aussi créées pour générer des ruptures et conforter le commerce.

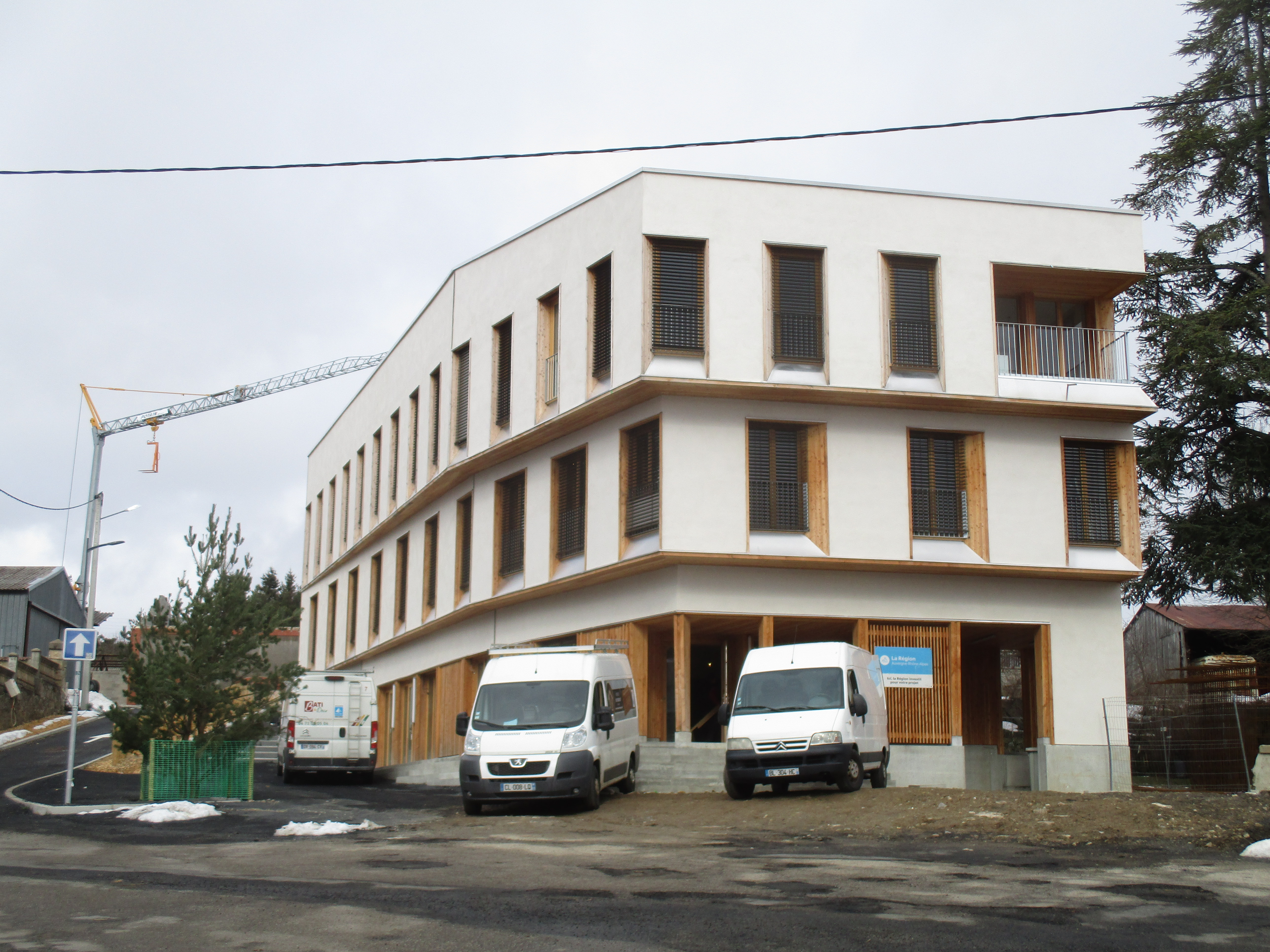
Maison de santé, place du Marchedial

En 2014, c'est le tour du boulevard du Nord de subir le même traitement, et de voir la circulation routière y accéder uniquement en sens unique.
Trois ans plus tard, à la suite de la loi Notre, la Communauté de Communes se voit forcée de s'agrandir afin de passer le seuil obligatoire des 15 000 habitants, seuil qu'elle n'atteint alors pas avec seulement 4 500 habitants. C'est finalement avec la Communauté d'Agglomération du Puy-en-Velay que l'EPCI fusionne. À cette occasion le siège de l'ancien EPCI du Pays de Craponne se voit transformé en Maison de services au public. La commune reste adhérente au SICTOM des Monts du Forez, créé en 1974 et regroupant 41 communes. Le dernier chantier finalisé est celui de la Petite vitesse, proche de la gare, et de la Maison de Santé, rassemblant l'essentiel des professions médicales libérales de la commune, qui ouvre en février 2019.
Anecdote mais qui fait l'actualité nationale, la commune bénéficie d'un legs d'un million d'euros d'une femme décédée en 2017, après avoir bénéficié d'un autre legs important il y a plusieurs années.

### Héraldique
Description :
Parti : au premier fascé d'argent et de gueules de six pièces, au second d'azur à la fasce d'or, accompagné en chef d'une fleur de lys d'argent et en pointe d'un étui de crosse du même.

## Politique et administration

### Découpage territorial
La commune de Craponne-sur-Arzon est membre de la communauté d'agglomération du Puy-en-Velay, un établissement public de coopération intercommunale (EPCI) à fiscalité propre créé le 26 décembre 2016 dont le siège est à Le Puy-en-Velay. Ce dernier est par ailleurs membre d'autres groupements intercommunaux.
Sur le plan administratif, elle est rattachée à l'arrondissement du Puy-en-Velay, au département de la Haute-Loire, en tant que circonscription administrative de l'État, et à la région Auvergne-Rhône-Alpes.
Sur le plan électoral, elle dépend du canton du Plateau du Haut-Velay granitique pour l'élection des conseillers départementaux, depuis le redécoupage cantonal de 2014 entré en vigueur en 2015, et de la deuxième circonscription de la Haute-Loire  pour les élections législatives, depuis le redécoupage électoral de 1986.

### Liste des maires
| Période                                  | Période        | Identité                       | Étiquette | Qualité                                               |
| ---------------------------------------- | -------------- | ------------------------------ | --------- | ----------------------------------------------------- |
| février 1790                             | novembre 1791  | Gabriel Porrat du Cluzel       |           | Ancien gendarme de la Garde                           |
| novembre 1791                            |                | Jean Garbil                    |           |                                                       |
| décembre 1803                            | 1807           | Joseph-Mathieu Porrat de Lolme |           |                                                       |
| janvier 1810                             | février 1815   | Jules de Sanhard de Sasselange |           |                                                       |
| mai 1815                                 |                | François Faucon                |           |                                                       |
| août 1815                                |                | Jacques-Julien Mosnier         |           |                                                       |
| mai 1818                                 | octobre 1821   | Antoine Morange                |           |                                                       |
| octobre 1821                             | octobre 1826   | Jean-Baptiste Thévenon         |           | Docteur en médecine                                   |
| décembre 1828                            | mars 1834      | Claude Faucon                  |           | Conseiller général, chevalier de la Légion d'Honneur  |
| mai 1834                                 | juillet 1841   | Thomas Thibault de Pierreux    |           | Notaire                                               |
| avril 1842                               | février 1848   | N. Morange                     |           |                                                       |
| mars 1848                                | juillet 1848   | N. Schisler                    |           |                                                       |
| septembre 1848                           | avril 1852     | N. Morange                     |           |                                                       |
| avril 1852                               | avril 1860     | Xavier-Gabriel Reynard         |           |                                                       |
| avril 1860                               | juillet 1865   | Claude-Eugène Mosnier          |           |                                                       |
| 1865                                     | 1870           | Jean Blancheton                |           | Adjoint-président                                     |
| 1870                                     | 1874           | Auguste Jouve                  |           | Député de Haute-Loire, conseiller général de Craponne |
| 1870=                                    | 1874           | Francisque Faucon              |           |                                                       |
| 1874                                     | 1878           | Jules Surrel                   |           |                                                       |
| 1878                                     | 1880           | Auguste Jouve                  |           | Député de Haute-Loire, conseiller général du canton   |
| 1880                                     | 1892           | Auguste Surrel                 |           | Fabricant de dentelles                                |
| 1892                                     | mai 1904       | Jean-Marie Peyroche            |           | Conseiller général du canton                          |
| mai 1904                                 | Mai 1912       | Frédéric Thévenon              |           | Conseiller d'arrondissement, docteur en médecine      |
| mai 1912                                 | 1916           | Joseph Surrel                  |           |                                                       |
| 1916                                     | mai 1919       | Jean-Claude Chouvelon          |           |                                                       |
| décembre 1919                            | novembre 1934  | Claudius Chamard               |           |                                                       |
| novembre 1934                            | 1941           | Charles Fouilly                |           |                                                       |
| 1941                                     | juin 1944      | Paul Surrel                    |           | Docteur                                               |
| juin 1944                                | octobre 1944   | Jean Orelle                    |           |                                                       |
| octobre 1944                             | octobre 1947   | Émile Pin                      |           |                                                       |
| octobre 1947                             | mai 1953       | Trioulaire                     |           |                                                       |
| mai 1953                                 | mars 1965      | Joseph Thévenon                |           |                                                       |
| mars 1965                                | mars 1977      | Jean Petit                     |           |                                                       |
| mars 1977                                | septembre 1983 | Georges Beyssac                |           |                                                       |
| septembre 1983                           | mars 1989      | Émile Pin                      |           |                                                       |
| mars 1989                                | juin 1995      | Georges Bellut                 | UDF       | Conseiller général (1988-1994)                        |
| juin 1995                                | mars 2001      | Henri Arnaud                   |           | Chirurgien-dentiste                                   |
| mars 2001                                | mars 2014      | Christian Robert (1946-2014)   | UMP       | Retraité                                              |
| mars 2014                                | En cours       | Laurent Mirmand                | DVD       | Chef d'entreprise                                     |
| Les données manquantes sont à compléter. |                |                                |           |                                                       |

### Rattachements administratifs et électoraux
La commune appartient au canton du Plateau du Haut-Velay granitique et de l'arrondissement du Puy-en-Velay. Son tribunal de grande instance est celui du Puy-en-Velay, et sa cour d'appel est celle de Riom, dans le Puy-de-Dôme.

## Équipements et services publics

### Enseignement
La commune bénéficie d'une offre d'enseignement importante pour sa taille, doublée dans le public comme dans le privé, à l'instar de nombreuses communes de Haute-Loire. Ainsi, l'école élémentaire privée Saint-Joseph côtoie l'école élémentaire publique, à laquelle s'additionne une école maternelle. Environ 250 enfants se placent dans ces deux établissements rayonnant au-delà de la commune de Craponne-sur-Arzon, et notamment dans les villages n'ayant aucun établissement scolaire ou d'un seul statut. Enfin, le collège public des Hauts-de-l'Arzon côtoie celui privé de Notre-Dame.
Après le collège, les Craponnais souhaitant poursuivre leur cursus scolaire en lycée général s'orientent généralement vers les établissements du Puy-en-Velay. Côté universitaire, les étudiants se partagent généralement entre Saint-Étienne, Clermont-Ferrand et Lyon.

## Population et société

### Démographie

#### Évolution démographique
L'évolution du nombre d'habitants est connue à travers les recensements de la population effectués dans la commune depuis 1793. Pour les communes de moins de 10 000 habitants, une enquête de recensement portant sur toute la population est réalisée tous les cinq ans, les populations de référence des années intermédiaires étant quant à elles estimées par interpolation ou extrapolation. Pour la commune, le premier recensement exhaustif entrant dans le cadre du nouveau dispositif a été réalisé en 2006.

En 2022, la commune comptait 2 004 habitants, en évolution de +0,15 % par rapport à 2016 (Haute-Loire : +0,36 %, France hors Mayotte : +2,11 %).
| 1793  | 1800  | 1806  | 1821  | 1831  | 1836  | 1841  | 1846  | 1851  |
| ----- | ----- | ----- | ----- | ----- | ----- | ----- | ----- | ----- |
| 3 533 | 3 293 | 3 215 | 3 262 | 3 828 | 3 779 | 3 763 | 4 036 | 3 627 |

| 1856  | 1861  | 1866  | 1872  | 1876  | 1881  | 1886  | 1891  | 1896  |
| ----- | ----- | ----- | ----- | ----- | ----- | ----- | ----- | ----- |
| 3 781 | 3 630 | 3 847 | 3 731 | 3 713 | 3 601 | 3 693 | 3 530 | 4 082 |

| 1901  | 1906  | 1911  | 1921  | 1926  | 1931  | 1936  | 1946  | 1954  |
| ----- | ----- | ----- | ----- | ----- | ----- | ----- | ----- | ----- |
| 3 767 | 3 830 | 3 713 | 3 379 | 3 320 | 3 087 | 3 219 | 3 064 | 2 891 |

| 1962  | 1968  | 1975  | 1982  | 1990  | 1999  | 2006  | 2011  | 2016  |
| ----- | ----- | ----- | ----- | ----- | ----- | ----- | ----- | ----- |
| 2 925 | 3 004 | 3 086 | 3 186 | 3 008 | 2 653 | 2 217 | 2 171 | 2 001 |

| 2021  | 2022  | - | - | - | - | - | - | - |
| ----- | ----- | - | - | - | - | - | - | - |
| 1 986 | 2 004 | - | - | - | - | - | - | - |

L'histoire de la démographie de la commune suit celle de la majeure partie des petites villes et villages du Massif central : une population longtemps importante depuis le Moyen Âge, un apogée dans la fin du XIXe siècle avec l'amélioration des conditions de vie, puis une longue dégringolade jusqu'à la fin du XXe siècle. En cause, la déprise agricole qui fait fuir la jeune population au profit des villes les plus proches, pourvoyeuses d'emplois industriels, bien plus rémunérateurs. De nombreux Craponnais ont donc émigré vers le bassin industriel stéphanois ou dans une moindre mesure Le Puy. La baisse de population a pourtant longtemps été mesurée à Craponne, avec le maintien d'activités industrielles puissantes (textile principalement) et de nombreux établissements commerciaux jusqu'au dernier quart de siècle. La fermeture de ces quelques usines occasionne une baisse de la population très importante. En un siècle, la population de Craponne a baissé de moitié, à l'instar du reste du canton. Sa natalité aussi s'est écroulée, passant de 119 naissances en moyenne annuelle entre 1813 et 1823, à 32 en 1980, puis à 11 en 2017. En comparaison, 70 personnes sont décédées cette année, le chiffre étant toutefois largement gonflé par la présence d'un EHPAD et une maison de retraite.

#### Pyramide des âges
La population de la commune est relativement âgée.
En 2018, le taux de personnes d'un âge inférieur à 30 ans s'élève à 21,5 %, soit en dessous de la moyenne départementale (31 %). À l'inverse, le taux de personnes d'âge supérieur à 60 ans est de 46,6 % la même année, alors qu'il est de 31,1 % au niveau départemental.
En 2018, la commune comptait 872 hommes pour 1 094 femmes, soit un taux de 55,65 % de femmes, largement supérieur au taux départemental (50,87 %).
Les pyramides des âges de la commune et du département s'établissent comme suit.
| Hommes | Classe d’âge | Femmes |
| ------ | ------------ | ------ |
| 2,1    | 90 ou +      | 8,0    |
| 12,9   | 75-89 ans    | 23,4   |
| 25,0   | 60-74 ans    | 20,5   |
| 21,0   | 45-59 ans    | 18,8   |
| 13,9   | 30-44 ans    | 10,7   |
| 13,1   | 15-29 ans    | 9,3    |
| 12,1   | 0-14 ans     | 9,2    |

| Hommes | Classe d’âge | Femmes |
| ------ | ------------ | ------ |
| 0,9    | 90 ou +      | 2,5    |
| 8,4    | 75-89 ans    | 11,7   |
| 20,4   | 60-74 ans    | 20,5   |
| 21,3   | 45-59 ans    | 20,3   |
| 16,8   | 30-44 ans    | 16,3   |
| 15,2   | 15-29 ans    | 13,2   |
| 17     | 0-14 ans     | 15,6   |

### Médias
Concernant les journaux papiers, la commune est couverte à la fois par le quotidien Le Progrès, et par l'hebdomadaire L'Éveil de la Haute-Loire. Elle était autrefois couverte par son propre journal local, Le journal de Craponne, puis Le Républicain de Craponne, de 1888 à 1902.
Une radio existe également : Radio Craponne. Depuis 1981, elle émet depuis Craponne sur toute la Haute-Loire, avec une présence sur les grands évènements du département, voire au-delà exceptionnellement. Elle fait office de radio d'information locale, et de diffuseur de musique généraliste, avec toutefois une part prépondérante donnée à la musette.

### Manifestations culturelles et festivités
Depuis 1993, Craponne est devenu la capitale européenne de la musique country puisque la commune accueille le premier et le plus grand festival de musique country d'Europe chaque année le dernier week-end de juillet.
D'autre part, les Rencontres Astronomiques du Printemps sont présentes dans la ville depuis 2004. Plus de 300 astronomes amateurs se regroupent tous les ans lors du weekend de l'Ascension afin d'observer le ciel et d'échanger entre passionnés. L'observation du ciel est facilitée par l'éloignement des grands centres urbains et par le statut de Ville étoilée adoptée depuis 2016.
On peut aussi évoquer la fête de la Trifòla, signifiant pomme de terre en occitan. C'est un hommage à la pomme de terre, légume dont le pays de Craponne a été la capitale régionale dans les années 1960, avant un déclin par la suite. Se déroulant au mois d'octobre, elle a pu attirer jusqu'à 10 000 visiteurs, et rassemble des producteurs de pommes de terre, mais aussi de produits agricoles et alimentaires très divers, l'axe étant mis sur la production locale et artisanale.
Le festival de bandas Band'Ance a lieu alternativement sur les trois communes d'Usson-en-Forez, Saint-Pal-de-Chalencon et Craponne-sur-Arzon fin septembre.

## Économie

### Revenus
En 2018, la commune compte 906 ménages fiscaux, regroupant 1 754 personnes. La médiane du revenu disponible par unité de consommation est de 19 270 € (20 800 € dans le département).

### Emploi
| Division       | 2008  | 2013  | 2018  |
| -------------- | ----- | ----- | ----- |
| Commune        | 6,7 % | 6,4 % | 9 %   |
| Département    | 6,3 % | 7,7 % | 7,7 % |
| France entière | 8,3 % | 10 %  | 10 %  |

En 2018, la population âgée de 15 à 64 ans s'élève à 1 006 personnes, parmi lesquelles on compte 74,4 % d'actifs (65,4 % ayant un emploi et 9 % de chômeurs) et 25,6 % d'inactifs,. Depuis 2008, le taux de chômage communal (au sens du recensement) des 15-64 ans est supérieur à celui du département, mais inférieur à celui de la France.
La commune est hors attraction des villes,. Elle compte 1 129 emplois en 2018, contre 1 134 en 2013 et 1 094 en 2008. Le nombre d'actifs ayant un emploi résidant dans la commune est de 674, soit un indicateur de concentration d'emploi de 167,4 % et un taux d'activité parmi les 15 ans ou plus de 43,4 %.
Sur ces 674 actifs de 15 ans ou plus ayant un emploi, 439 travaillent dans la commune, soit 65 % des habitants. Pour se rendre au travail, 66,9 % des habitants utilisent un véhicule personnel ou de fonction à quatre roues, 1,9 % les transports en commun, 16,8 % s'y rendent en deux-roues, à vélo ou à pied et 14,3 % n'ont pas besoin de transport (travail au domicile).

### Entreprises
Quelques secteurs importants dominent à Craponne : le commerce, grâce à son statut de centre d'un bassin de vie de 15 000 habitants, la transformation du bois, l'agriculture, ou encore les services à domicile et de soin, avec les nombreux services médicaux présents.
L'industrie est présente avec 26 établissements et parfois d'une taille plutôt conséquente, dans le secteur du bois : on relève notamment l'usine de granules de bois Cogra et la menuiserie CBD, toutes deux situées à la zone économique de la Marrel ou encore la scierie Gallien, sur la route de Retournac.
Pour la construction, en plus des habituels artisans, deux entreprises notables existent avec BML (production de béton) et Manivit (maçonnerie générale).
Le commerce détenait à lui seul, en 2016, 80 des établissements de la ville, soit un tiers, fournissant donc une bonne diversité d'offre commerciale, essentiellement répartie entre les faubourgs et les boulevards, la place du For, et la zone de Rechimas.

## Culture locale et patrimoine

### Monuments civils
Le bourg a gardé deux tours défensives de l’ancienne enceinte murée : la tour du Marchédial (au nord-est) et la tour Pasturel (à l’est), toutes deux datant de la fin XVIe siècle.

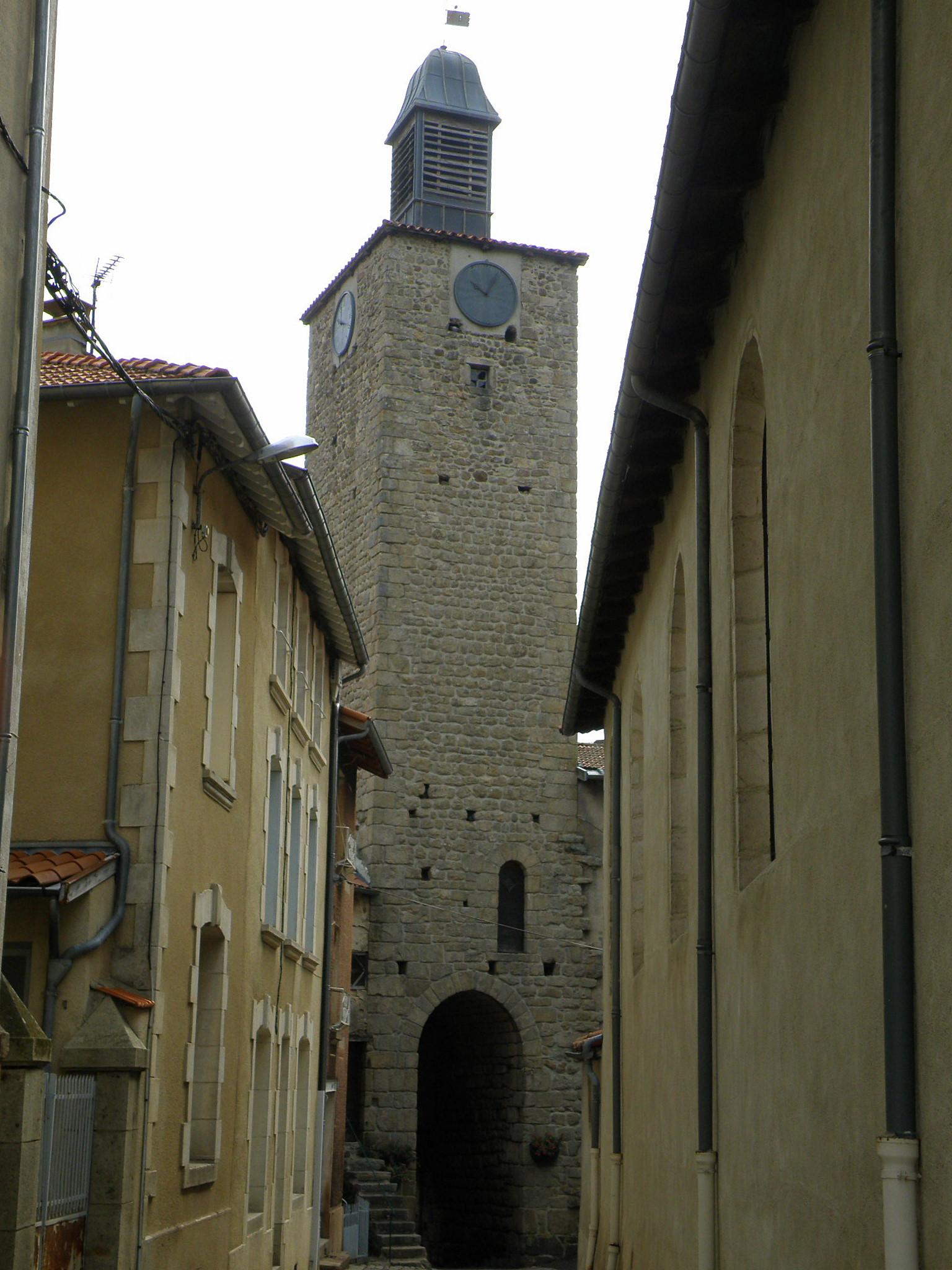
Le donjon.

#### Tour d'entrée du château
Improprement appelée le donjon, cette haute tour carrée datant du XIIe ou du début du XIIIe siècle, est le seul élément à subsister de l’ancien château démoli en 1576. Répondant à une finalité militaire, la tour, d’aspect austère, n’est percée que de deux portes, d’une étroite fenêtre, et de trous de boulin près du sommet, propres sans doute à recevoir des consoles amovibles devant supporter autrefois un hourdage de bois. Elle repose sur un grand arceau permettant l'accès à l'église par les habitants de la place du For, ancienne basse-cour du château.
Plus tard, la tour, et notamment deux de ses salles, ont pu servir de prison jusqu'après la Révolution pour des causes politiques, ou de droit commun. On dit que les traces d'incendie subsistant encore aujourd'hui sur les soubassements de la tour datent du siège de la ville en 1163. Elle est aussi dotée d'une horloge et d'un carillon. Aujourd'hui, la tour permet le passage d'une rue piétonne reliant la place du For aux boulevards modernes.

#### L’hôtel de ville
De style néo-roman et néo-Renaissance, l'hôtel de ville est un don de Félix Allard, entrepreneur de travaux publics, à sa ville natale.
Félix Allard est né le 3 octobre 1851 dans l'Yonne. Il passe toutefois son enfance à Craponne jusqu'à ses 14 ans, date à laquelle il est envoyé en région parisienne pour étudier et travailler dans des emplois précaires et difficiles. Ses efforts le font peu à peu grimper l'échelle sociale, en même temps qu'il s'adonne toujours aux cours d'adultes, ce qui lui vaudra d'acquérir un diplôme d'ingénieur et d'apprendre à gérer un chantier. De petits chantiers au début, qui furent suivis de bien plus gros : le port espagnol espagnol dans la fin du XIXe siècle pour une somme de 49 millions de francs, plus tard le pont de Montevideo en Uruguay, ou encore le tunnel Loetchberg dans les Alpes Bernoises.
C'est à ce moment qu'il fait construire, à ses frais, et sur l'emplacement de sa maison de famille, l'hôtel de ville actuel. Avec son style emprunté à l'architecture romane du Velay mais aussi au néo-gothique, en granit bien sûr, il comporte de nombreuses ornementations sculptées, dentelle de faîtage. Il est élaboré par l'architecte Félix Houssin, décoré par le sculpteur M. Chiquet, et les travaux sont dirigés par MM. Lebouchard et Michel. À l'époque, il a plusieurs fonctions : service des Postes et Télégraphes, et service de Justice de Paix, dont les noms sont encore gravés sur la façade. Son inauguration se fait le 15 août 1913, sous les hourras de la foule, et les félicitations du maire de l'époque Joseph Surrel, entouré du préfet et de nombreuses personnalités politiques locales.

Un buste est aussi gravé à l'effigie de Félix Allard, qui meurt à Paris le 9 juin 1935. Le boulevard circulant devant l'établissement porte aujourd'hui son nom.

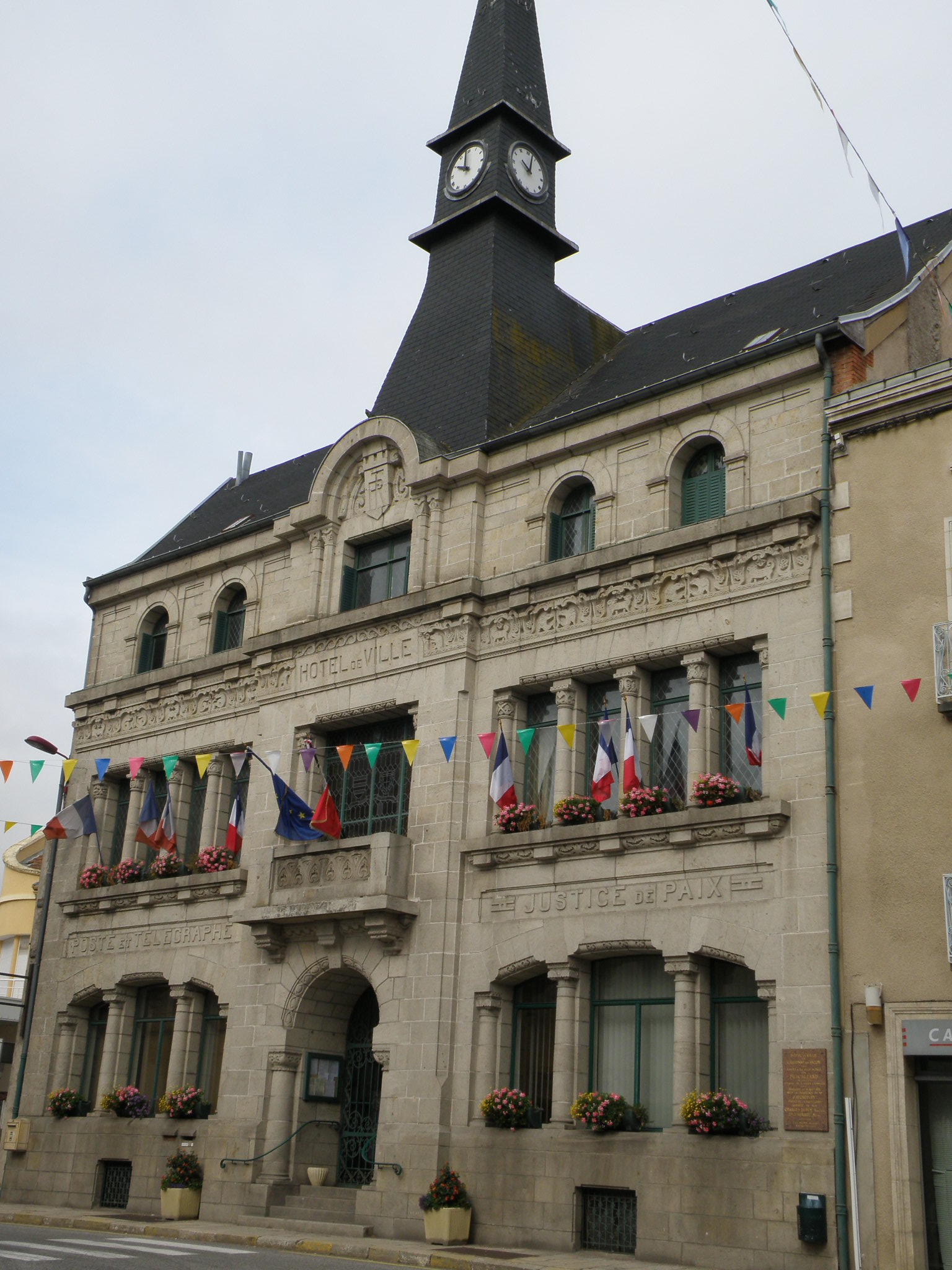
Façade principale
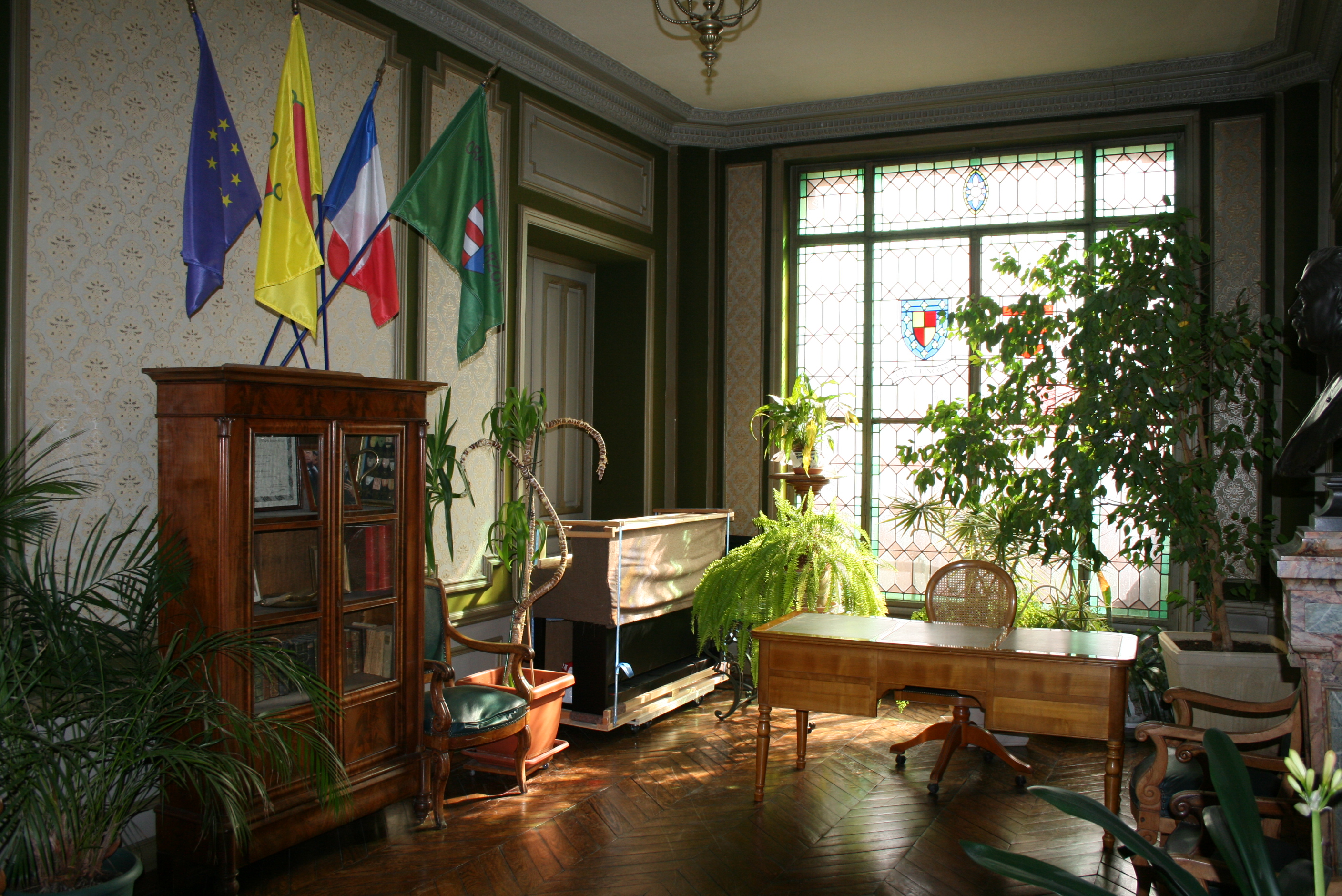
Bureau principal au 1er étage
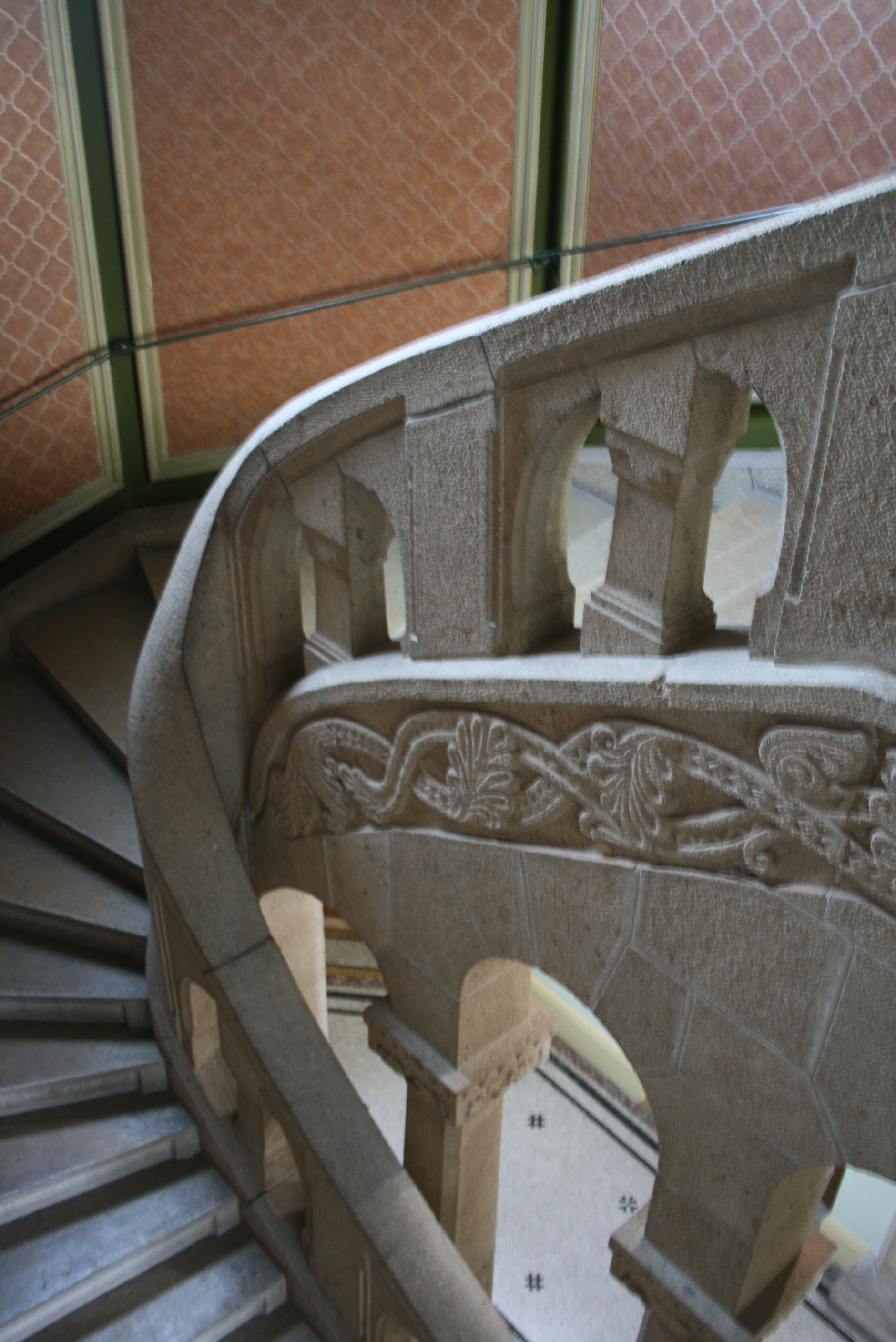
Escalier intérieur

#### Hôtels particuliers et maisons bourgeoises
Plusieurs hôtels particuliers et maisons du XVIIe au XIXe siècle sont protégés au titre des monuments historiques :
- L’hôtel Calemard de Montjoly[55] (XVIIe et XVIIIe siècles)
- La maison Torrilhon de Vacherolles (première moitié XVIIe siècle) est édifiée par la famille Torrilhon, dont la présence est attestée au XIIIe siècle, s'étant élevé de la bourgeoisie à la noblesse et comportant autrefois de nombreux notaires et avocats[56].
- L'hôtel de Vinols d'Ineyre[57] est édifié au XVIIIe siècle par Charles de Vinols, issue d'une vieille famille d'origine forézienne ayant apporté consuls et chanoines entre lyon, Montbrison et Le Puy[56]. Imposante façade Louis XIV.

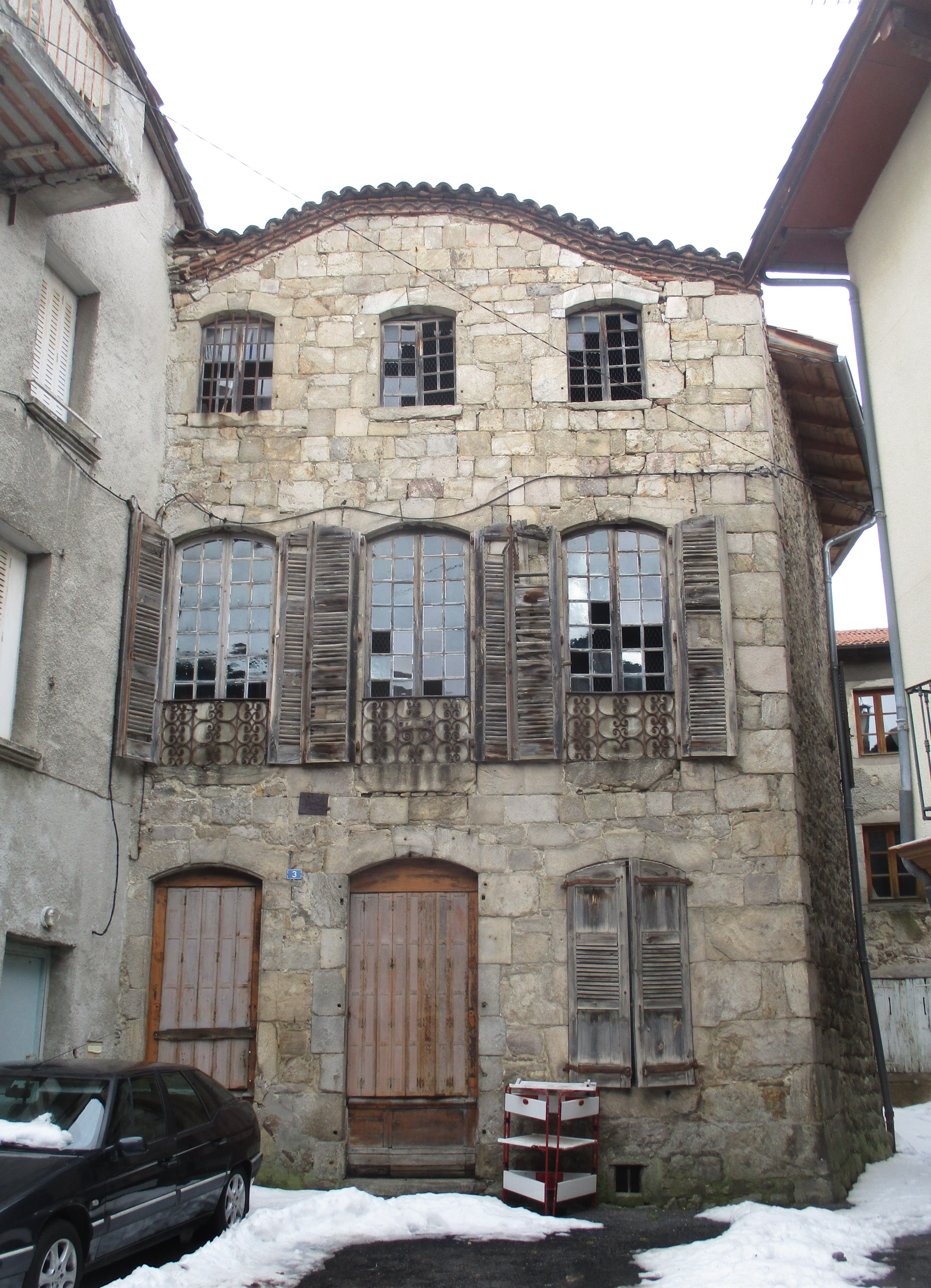
Hôtel Calemard de Montjoly, XVIIe siècle
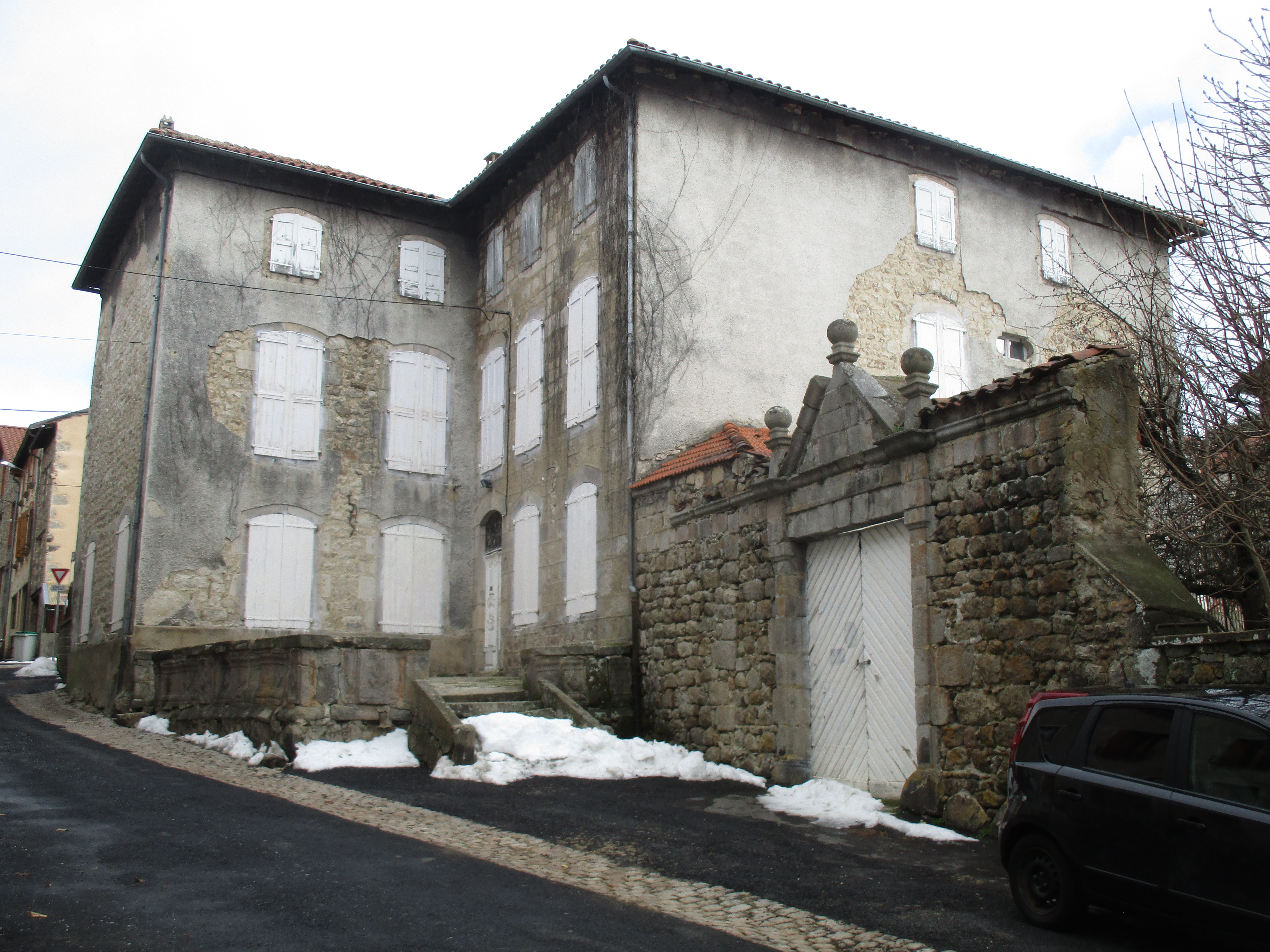
Hôtel rue Faucon, XVIIe siècle
Hôtel rue Sainte-Marie, XVIIe siècle
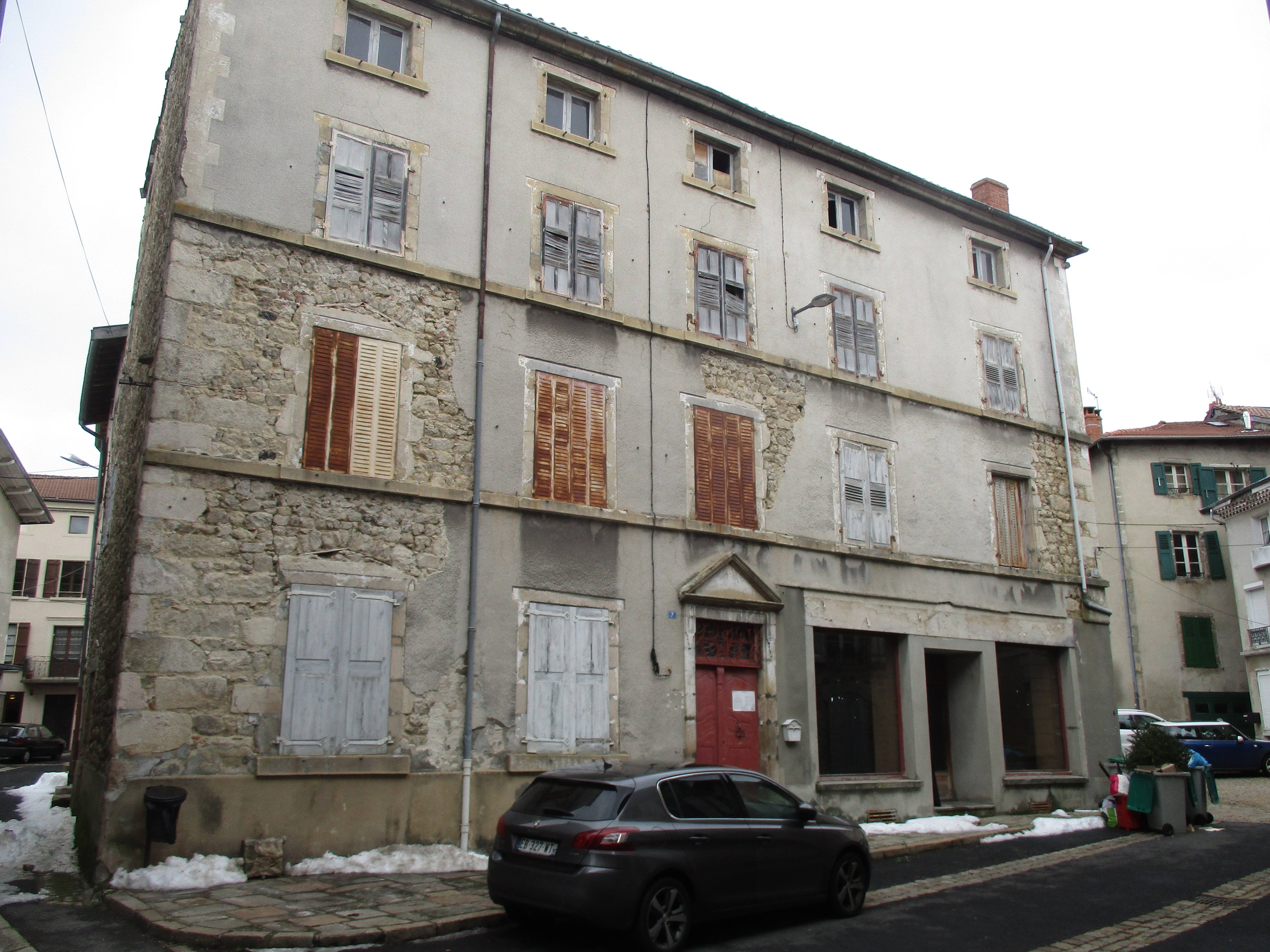
Hôtel de Vinols d'Ineyre, XVIIe siècle

- La boucherie-charcuterie Girard, classée[58] (fin XIXe et début XXe).
- Diverses maisons bourgeoises, de la fin du XVIIe siècle jusqu'au début des années 1900.

Maison bourgeoise fin XVIIe/début XVIIIe siècle : ordonnancement, symétrie de l'édifice, garde-corps et balustres, fronton triangulaire.
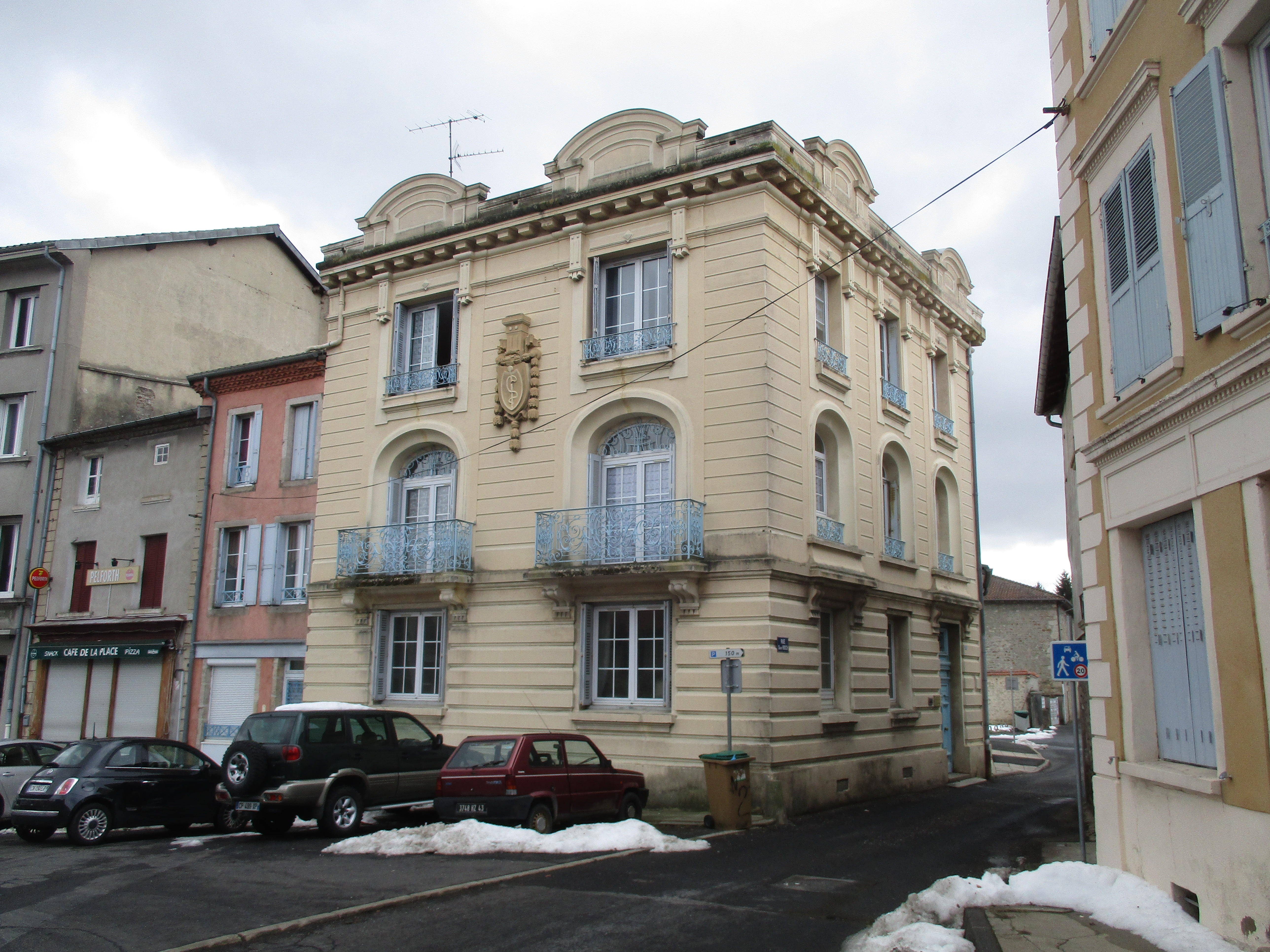
Maison bourgeoise XIXe siècle : architecture éclectique, soubassement accentué par le travail de la pierre et les joints marqués, édicules en haut du toit et corniche denticulée.
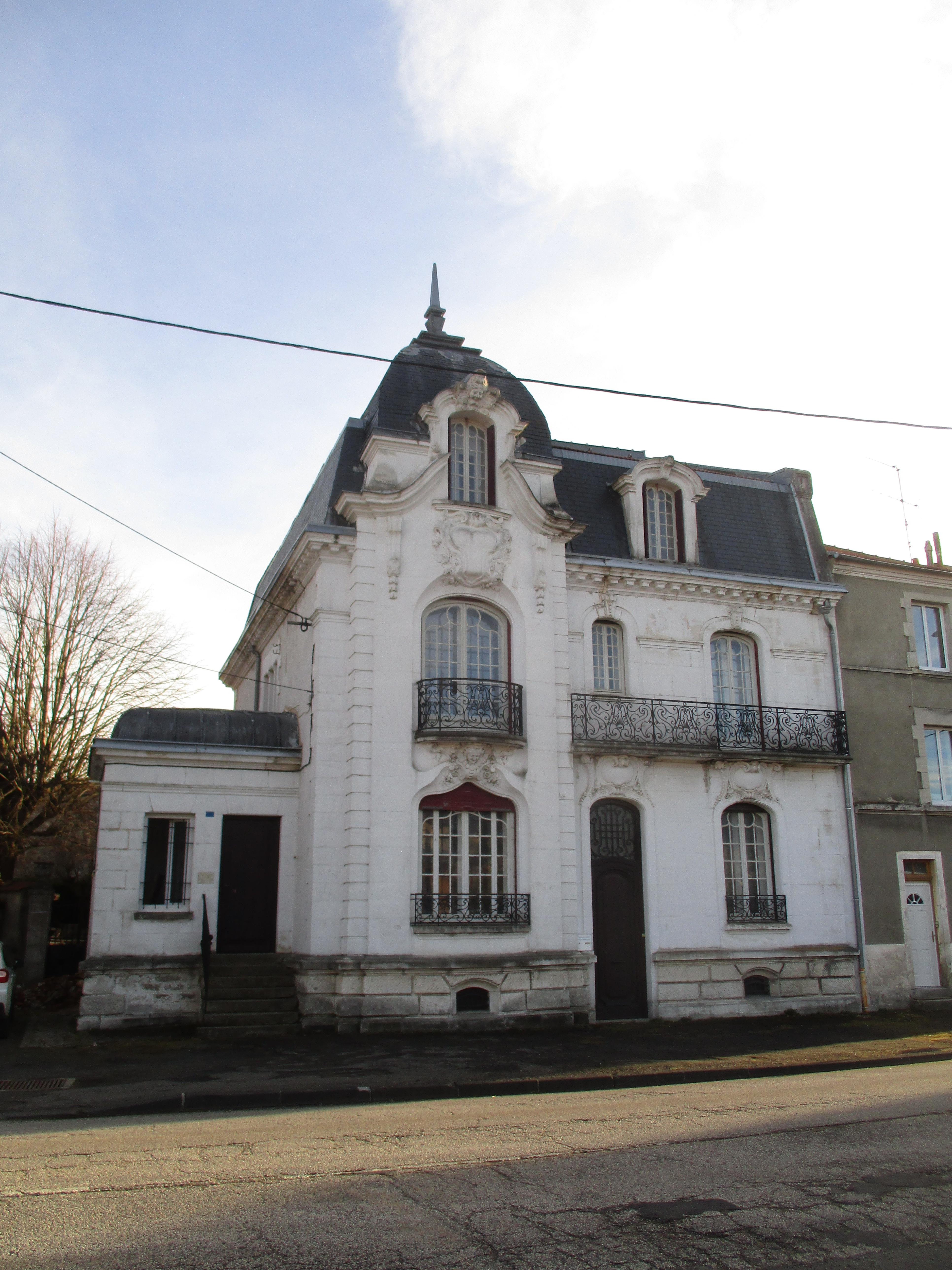
Maison XIXe, architecture éclectique, dissymétrie, comble à la Mansart, cartouche au-dessus des ouvertures, balcon avec ferronnerie.

#### La Maison de la Voûte
La Maison de la Voûte est un bâtiment d'origine médiévale surplombant la rue des Voûtes : c'en est d'ailleurs le dernier vestige. Bâtiment-voûte, il remonte à une époque où la population se pressait pour habiter dans la ville close et protégée, quitte à bâtir au-dessus des voies de circulation. Un four à pain y logeait il y a environ deux siècles, avant que le bâtiment ne soit transformé en grange et en étable au XXe siècle. La maison est réhabilitée en 2014 par la Société d'Archéologie, d'Histoire et de Patrimoine de la région de Craponne afin de lui donner trois fonctions : un espace d'accueil du public, un lieu de travail et d'archivage, mais aussi un lieu-ressource pour le patrimoine local.

#### Divers
- Le monument aux morts érigé en 1921, situé entre la mairie et l'église Saint-Caprais. Il est surmonté de la statue La Victoire en chantant, réalisée par Charles Édouard Richefeu.
- Les bachats, les lavoirs et les fontaines

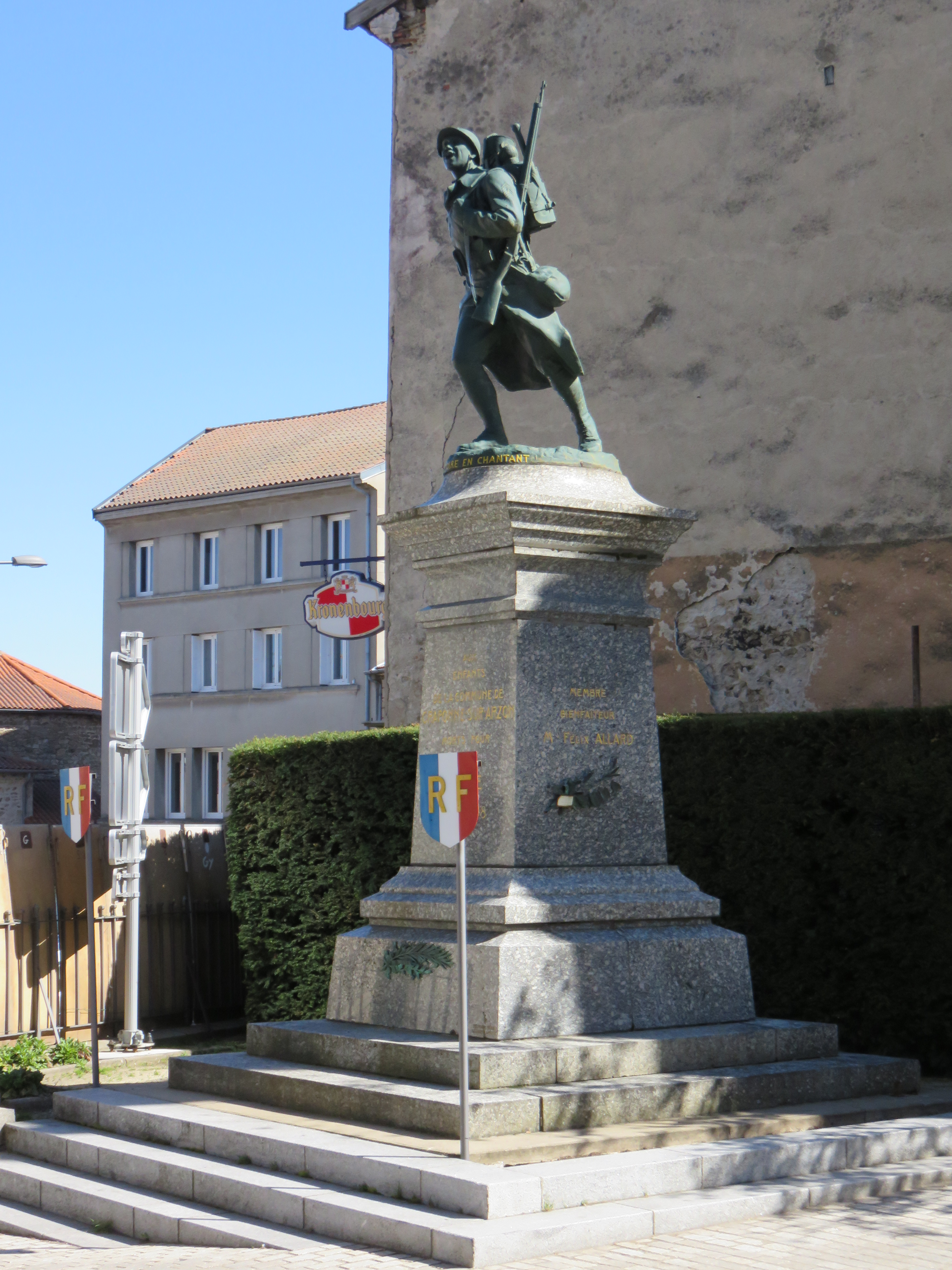
Monument aux morts
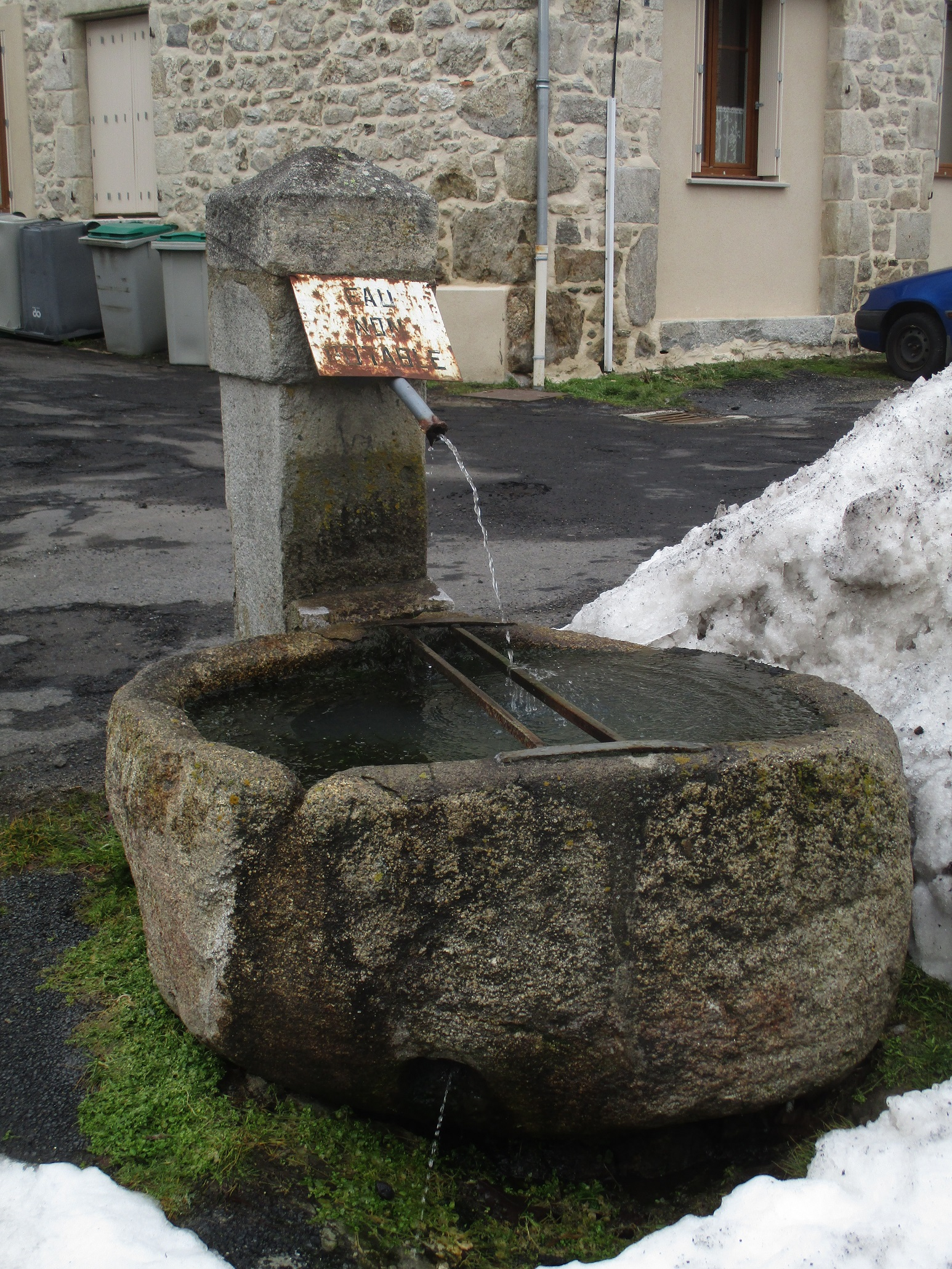
Fontaine de granit au Vieux Marchedial
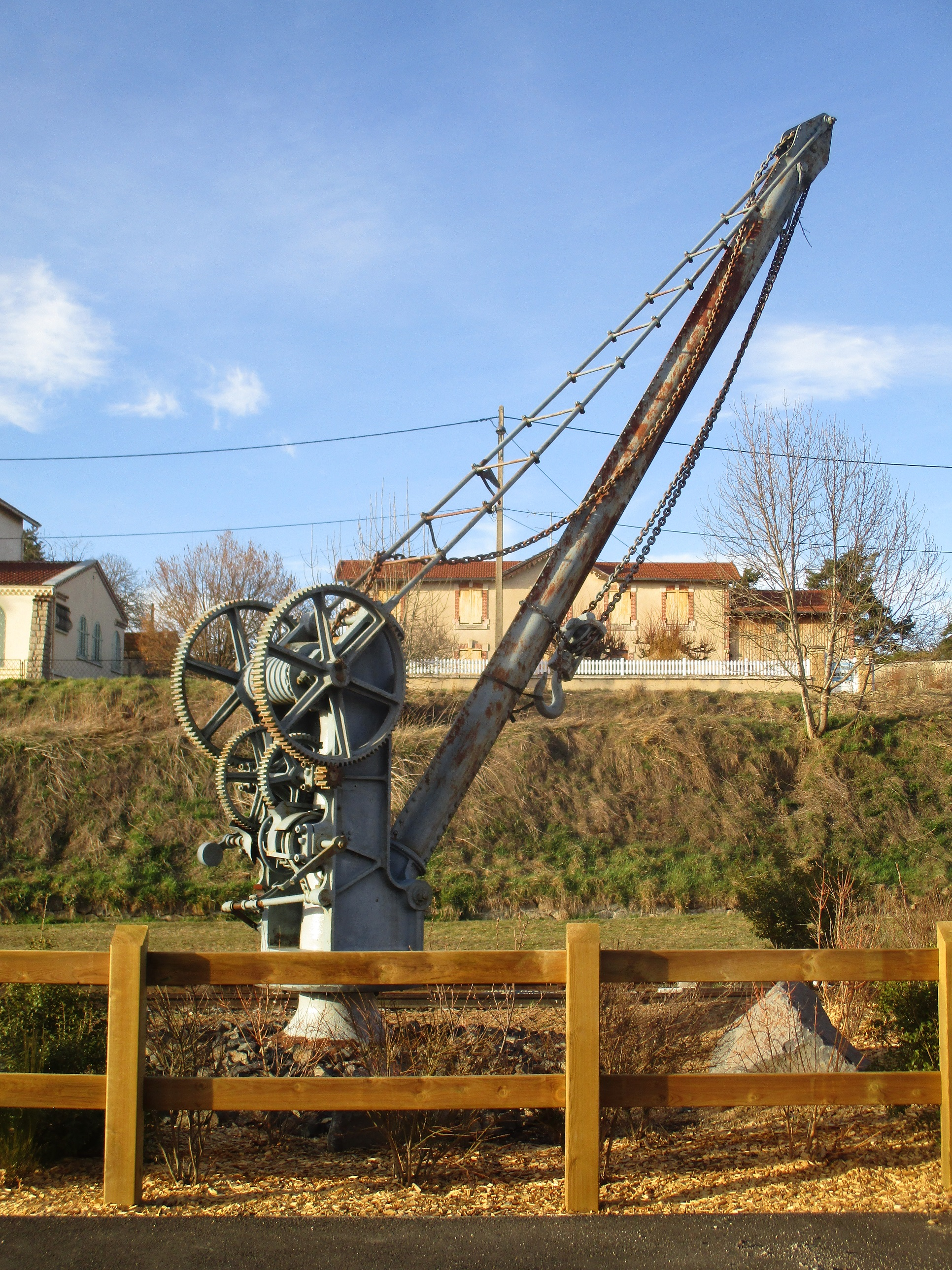
Ancienne grue de levage près de la gare
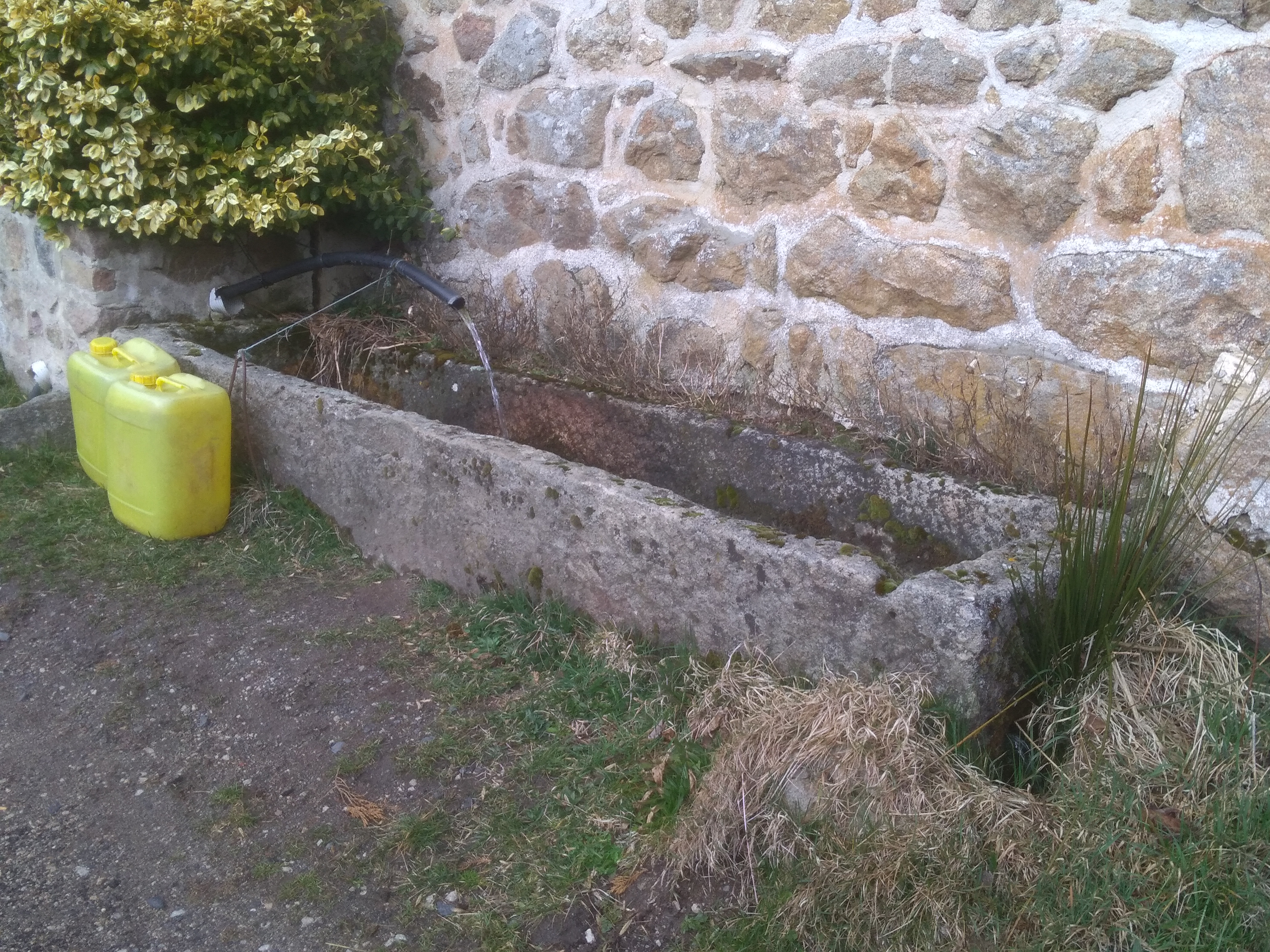
Bachat, ou abreuvoir, au Monteil de Soulages

### Patrimoine religieux

#### L'église Saint-Caprais

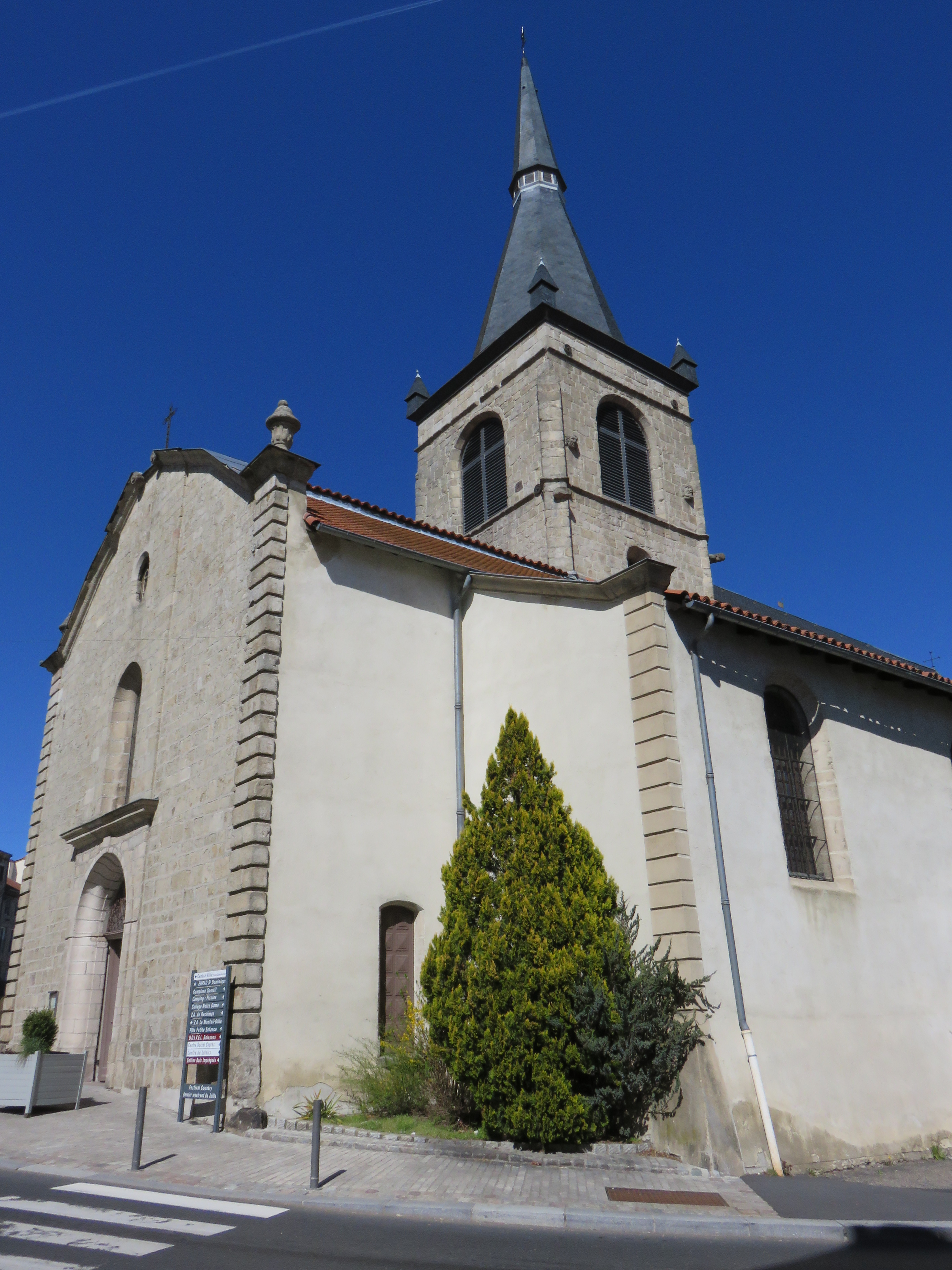
Église Saint-Caprais

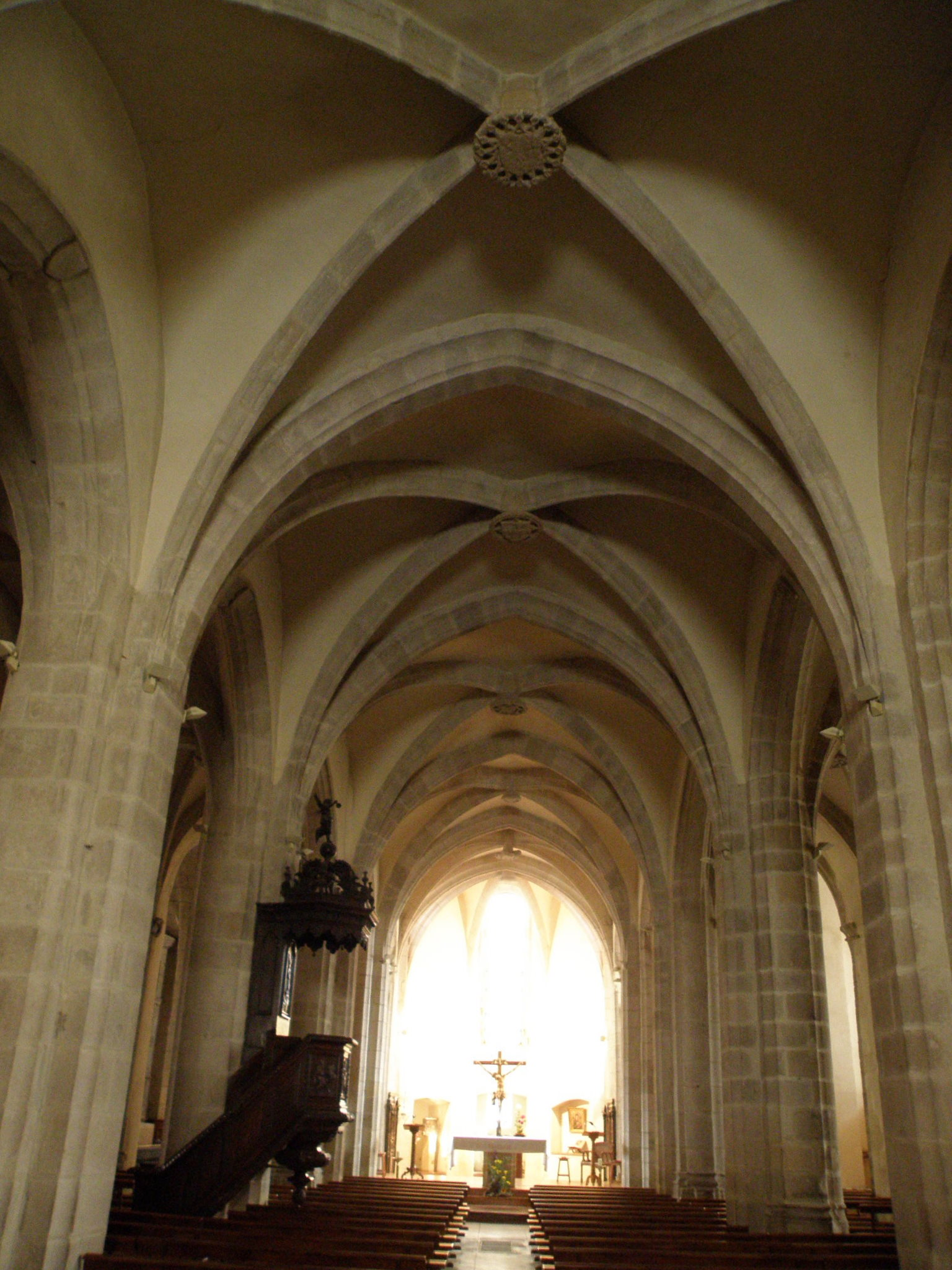
Église Saint-Caprais : nef gothique.

L'église paroissiale Saint-Caprais, élevée aux XIVe et XVe siècles, puis reconstruite aux alentours de 1500, alors que la fondation d'une église est mentionnée dès la fin du XIIe siècle. L'édifice actuel a remplacé la chapelle castrale à la suite d'un don de la famille de Chalencon et de Polignac, et comme souvent, le cimetière paroissiale se trouve à proximité immédiate. L’édifice, de style gothique languedocien, assez rare dans le Velay, se compose, outre d’un chœur et d’une abside pentagonale, de cinq travées de nef : la troisième, la plus ancienne, pourrait dater du XIVe, tandis que les deuxième et quatrième travées remontent à 1416 ; la première travée, à l’ouest, ainsi que la façade occidentale, sont datées de 1782. Le toit d’ardoise et la flèche du clocher sont du XIXe siècle.
Douze chapelles se placent sur les ailes latérales de l'église, quand elles étaient déjà 10 en 1777. Parmi ces chapelles, citons celle de Sainte-Barbe, la plus ancienne, du XVe siècle ; celle de Sainte-Régis, où ont été enterrées certaines religieuses de l'établissement Saint-Joseph ; celle du Saint-Rosaire, ou encore celle de Sainte-Anne. Parmi le mobilier et les décorations sont à signaler : une descente de croix de Guy François (1640), Les boiseries du chœur et un socle de statue de Pierre Vaneau (XVIIe), les boiseries et la chaire de Gabriel Samuel, de 1735, sculptant les quatre évangélistes et saint Caprais en bas-reliefs. Les vitraux sont de 1866. L'église est inscrite (à l'exception du clocher moderne) au titre des monuments historiques par arrêté du 2 juin 1969.

#### Les nombreuses chapelles
- La chapelle de Notre-Dame d'Aubissoux, située près du lieu-dit du même nom, et dont la présence d'une source d'eau ancienne semble avoir décidé de son emplacement. On raconte en effet qu'elle était miraculeuse, et que ce lieu de dévotion à la Vierge Marie a succédé à un lieu de culte païen[63]. La chapelle devient peu à peu un lieu de pèlerinage, attirant par exemple quelque 2 500 pèlerins le dimanche 21 septembre 1873. Elle semble reconstruite dans les années 1750 et est dotée d'un bénitier en granit daté de cette époque[rp 35].
- La chapelle des Pénitents, construite entre 1775 et 1780 sur volonté de la confrérie du même nom, sur l'emplacement d'une chapelle plus ancienne, dont la taille était insuffisante, et son état trop mauvais. Son clocher, sa sacristie et son vestiaire ne sont achevés qu'en 1782. À la Révolution, elle est occupée brièvement par un atelier de salpêtre et d'autres utilisations civiles. Au XXe siècle, elle est transformée en salle de cinéma, puis en salle de sport à partir de 1989 pour l'usage du collège privé Notre-Dame[64].
- La chapelle de Saint-Régis, faubourg du Marchedial, dont la première est posée en 1723.
- La chapelle de Notre-Dame des Neiges, au village d'Ollias. Elle remonterait à l'an 1600 d'après Maitrias, quand d'après la légende, à la suite de la plainte de voyageurs et de l'apparition d'une statue de la Sainte Vierge au milieu d'un pré et d'un cercle de neige, on décida d'y implanter une chapelle au nom évocateur. Une dévotion particulière a longtemps eu lieu le 5e jour du mois d'août. En ruine au XVIIIe siècle, elle est restaurée un siècle plus tard.
- La chapelle de Saint-Roch, édifiée en mai 1752 sur le chemin de Craponne au Puy, à la place d'une ancienne croix levée en 1628 quand la peste épargna miraculeusement Craponne[65]. Si la chapelle n'est pas directement à cet épisode de peste, elle en a pourtant le nom : saint Roch était régulièrement évoqué et imploré pour sauver les habitants de ces épidémies.
- La chapelle ou église de Pontempeyrat, datée de 1878, dont la construction a coûté 44 000 francs de l'époque. Elle a remplacé une ancienne chapelle datant des environs 1700 et qui fut vendue à la fin XIXe siècle[66].
- La chapelle de Vernetchabre
- La chapelle du Monteil de Soulages, bâtie tardivement en 1877, sous le vocable de Notre-Dame de la Délivrance. Autrefois, on y célébrait chaque année dans l'octave de la fête des Morts une messe, à laquelle assistait tout le hameau[rp 36].

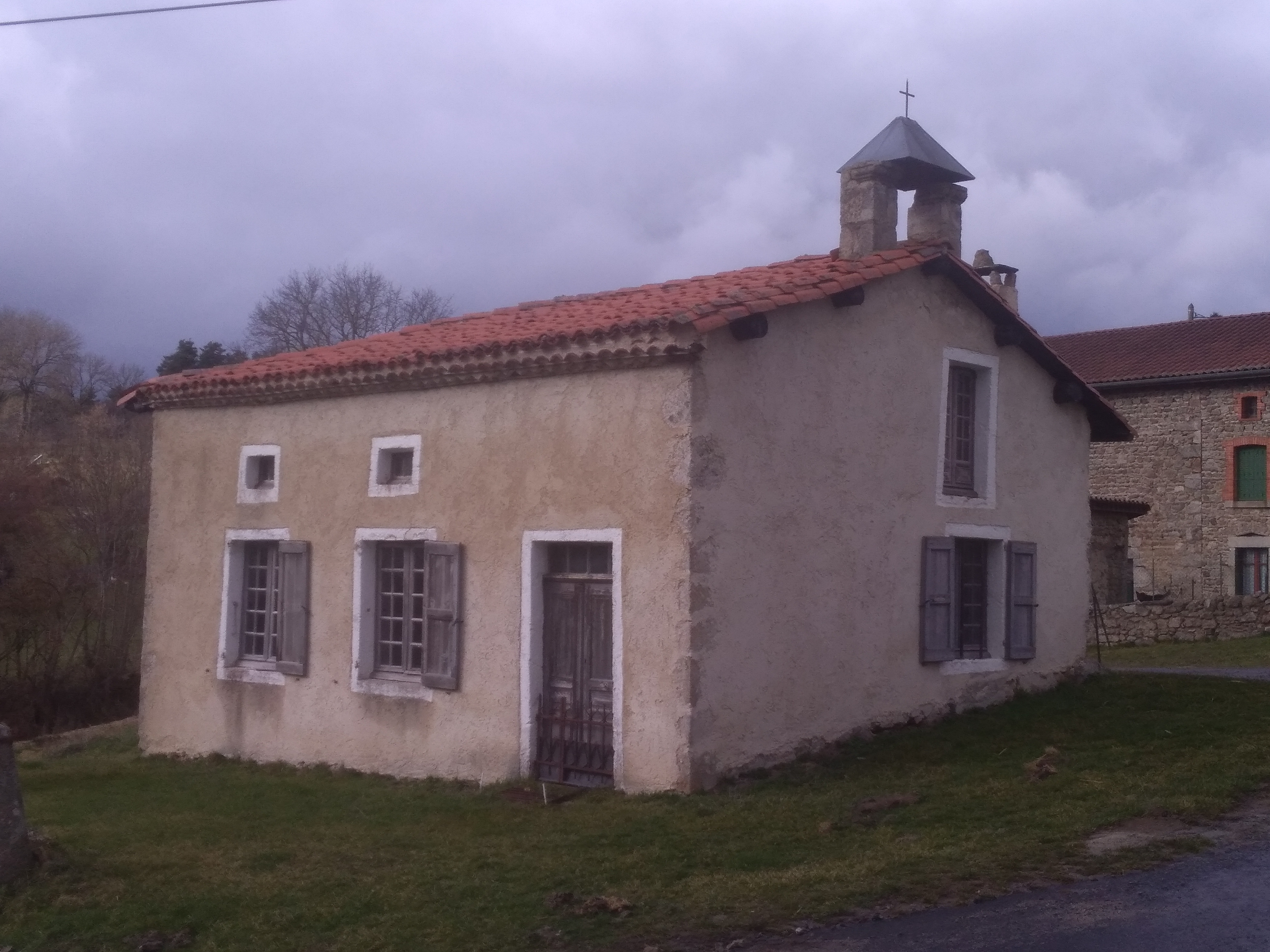
Chapelle de Vernetchabre
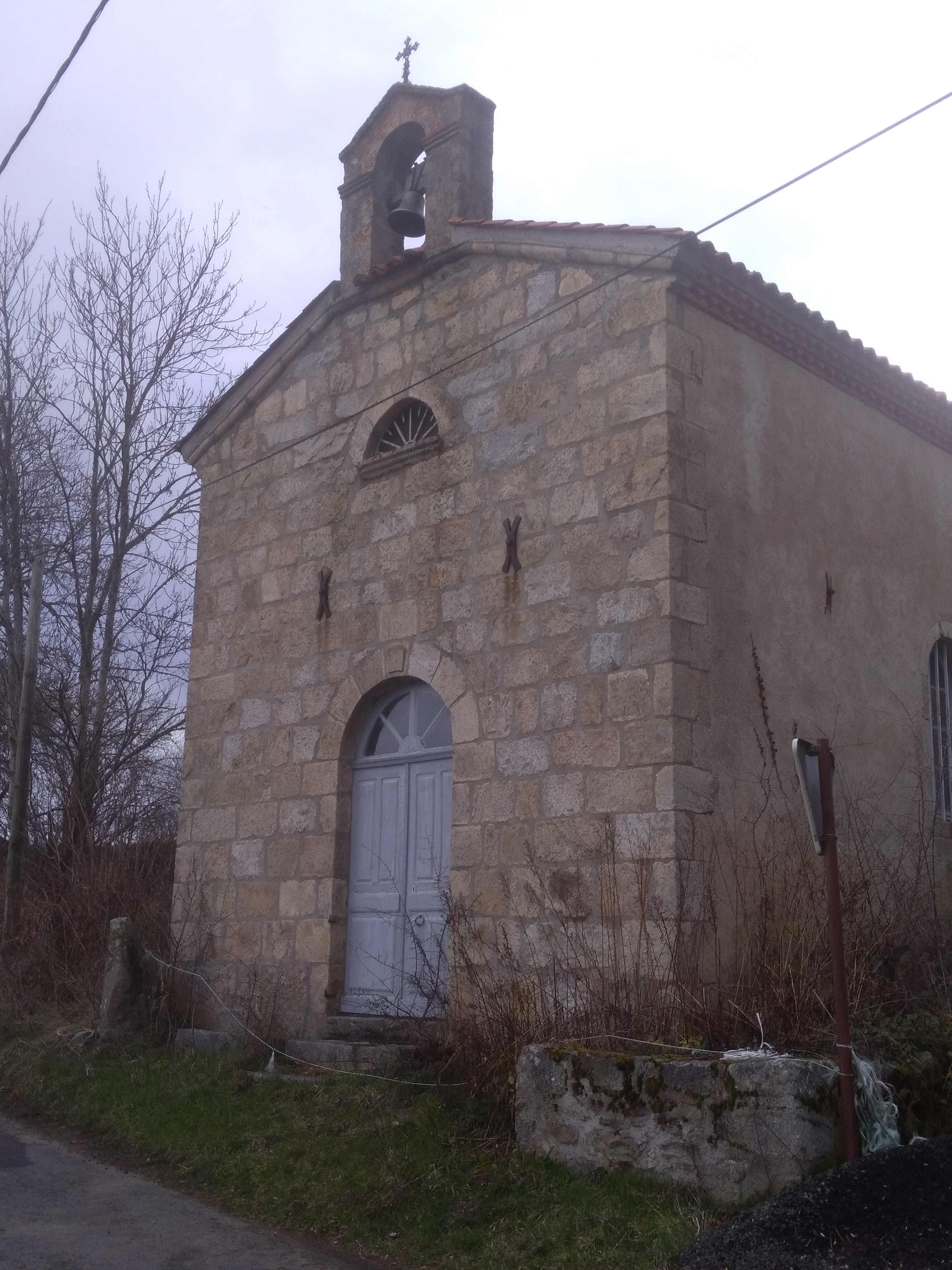
Chapelle de Soulages
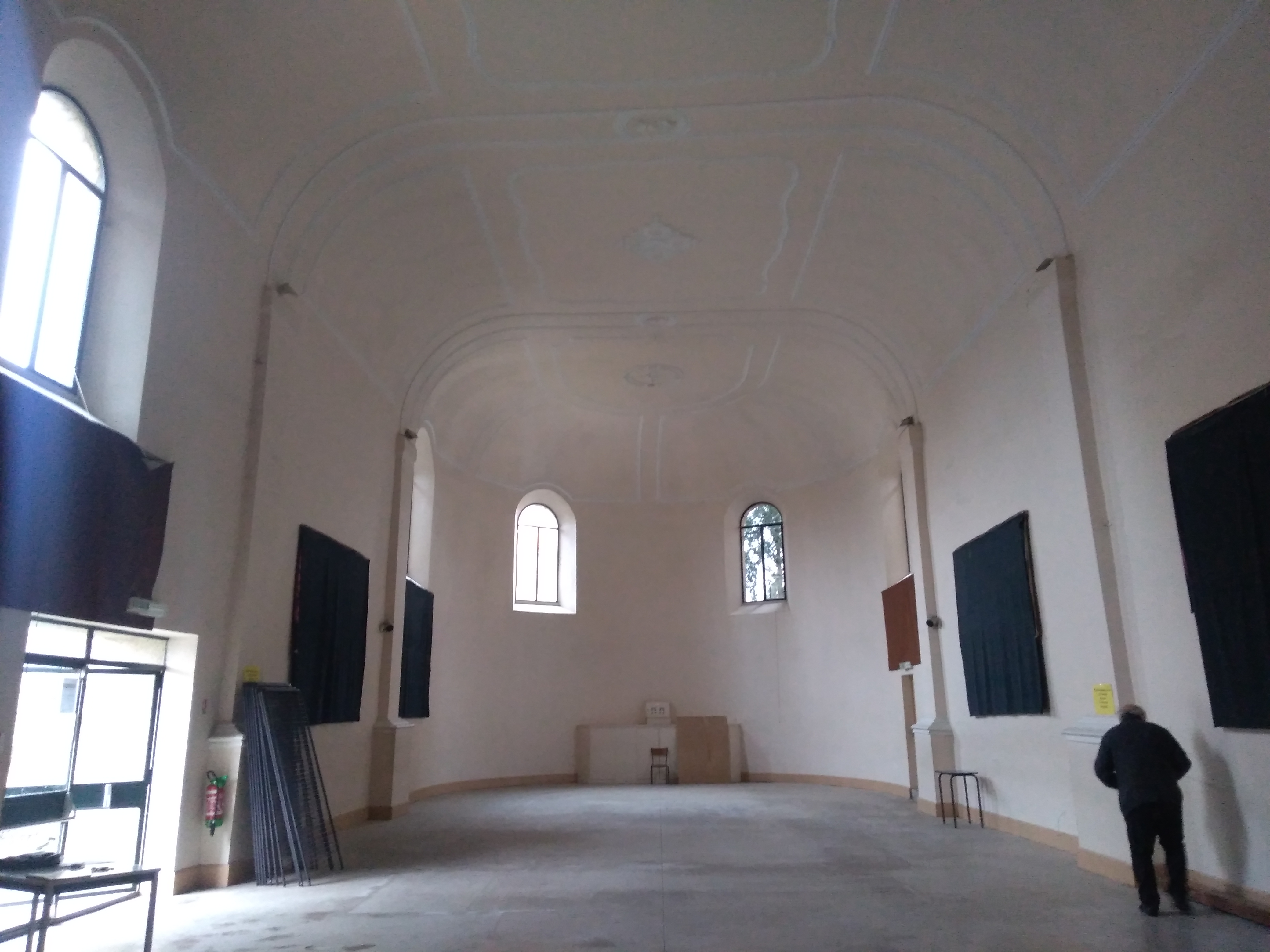
Chapelle des Pénitents
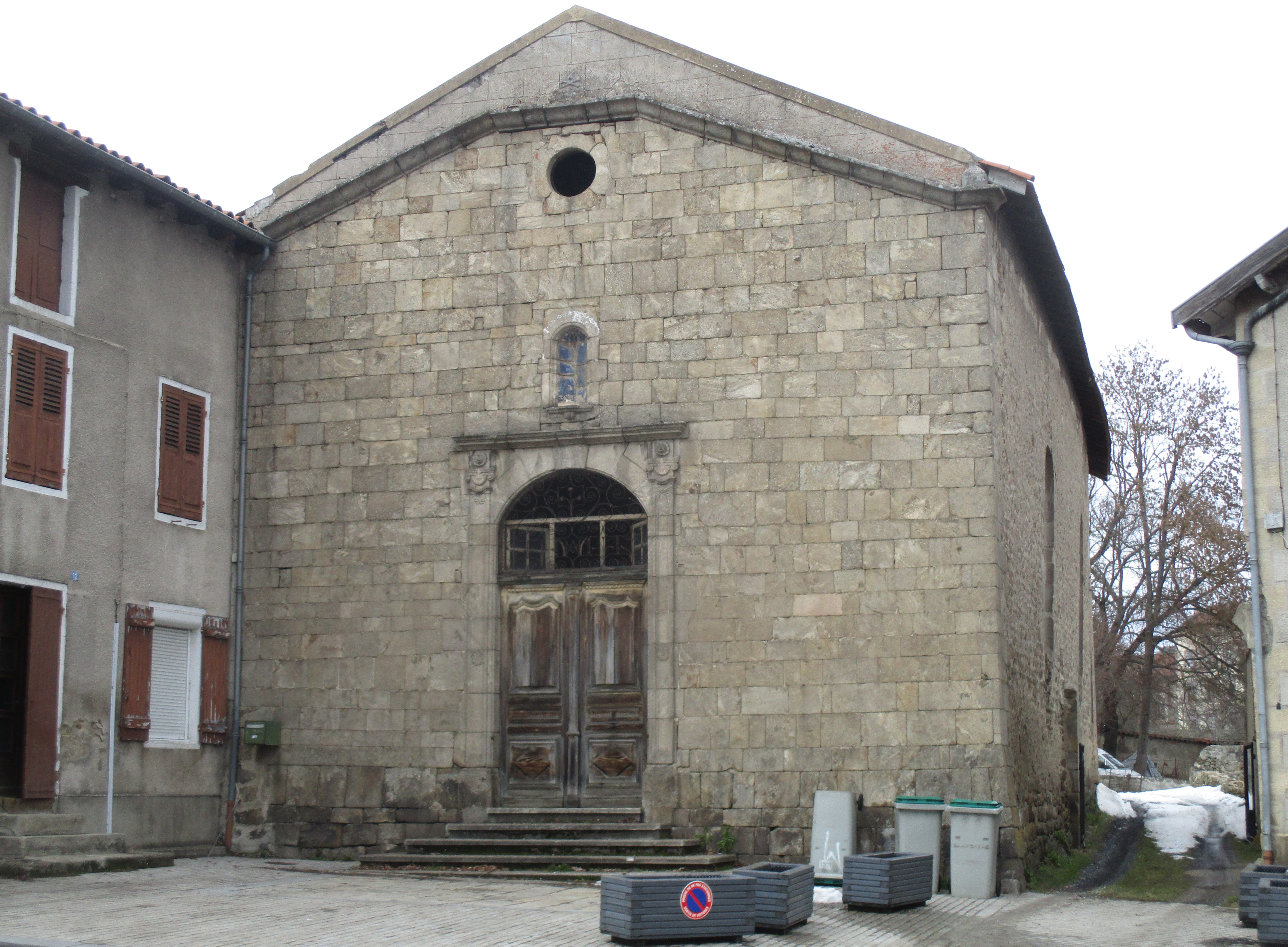
Chapelle Saint-Joseph

### Architecture vernaculaire

#### La maison paysanne courante

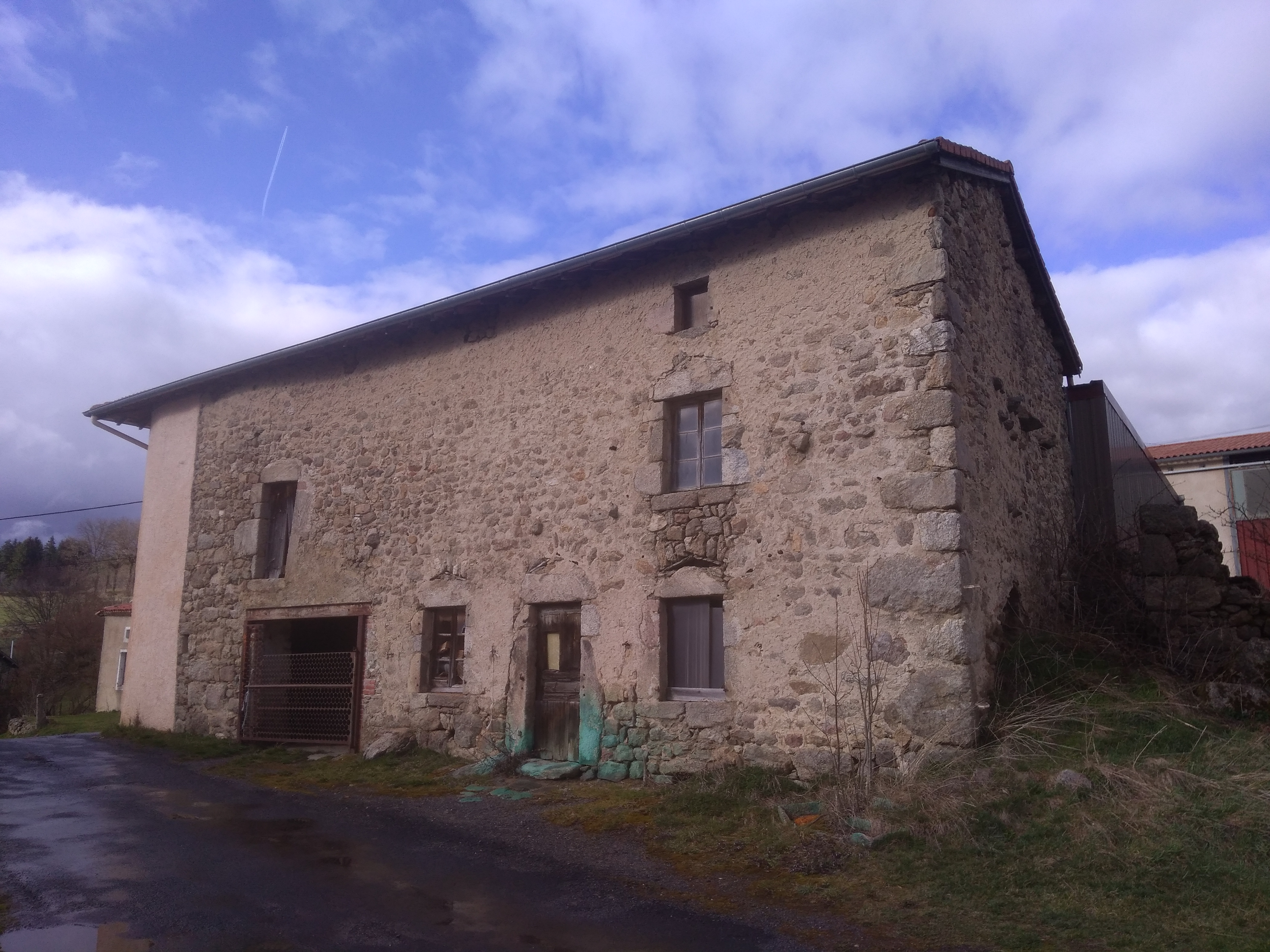
Ferme traditionnelle à Vernetchabre

La maison paysanne des XVIIIe   et   XIXe siècle est largement représentée dans les nombreux hameaux, ou villages de la commune. Elle est souvent tournée vers l'ouest, sinon le sud, et évite les fonds de vallée afin de bénéficier du soleil le plus longtemps possible. Ses fondations sont solides, souvent faites sur un sol rocheux, ou sur d'anciennes fondations. On tente, si possible, d'appuyer la façade nord contre un talus de terre grâce un emplacement bien choisi dans le relief. Le matériau de construction est évidemment local, la pierre de granit extraite directement du lieu le plus proche où la pierre affleure, ou issue de bâtiments en ruines ou à reconstruire. Les fenêtres sont assez peu nombreuses, sinon petites, toujours plus hautes que larges, mais jamais dotées de volets. Les portes aussi sont peu hautes. Au total, les ouvertures sont presque toutes placées là où le soleil se place. Le liant était de la boue argileuse mélangée à du gore, rarement de la chaux qu'on devait faire venir de loin.
Avant le XXe siècle, les pièces étaient peu nombreuses : une salle principale pour le logis, chauffée par une âtre et communiquant directement à l'étable pour bénéficier de la chaleur des bêtes. L'âtre ne sert toutefois pas qu'à chauffer, mais aussi à cuisiner et à cuire le pain. La cheminée ressortait au faîtage. Un étage au-dessus de la pièce à vivre, avec une ou des chambres, mais pas toujours. Deux grandes salles pour l'exploitation se superposent, l'étable au rez-de-chaussée, la grange pour le foin se plaçant au-dessus, à laquelle on accède par un escalier de l'intérieur, ou par une rampe, ou une montée, de l'extérieur. Cette dernière se fait grâce au relief, une voûte, ou un remblai de terre, et permet aux chars d'y accéder. Le sol est en terre battue au rez-de-chaussée, en parquet sommaire à l'étage.
Le toit était autrefois assez pentu, à 55° au maximum, ses deux pans non symétriques et inégales dans leur pente. Il était fait en chaume, souvent de la paille de seigle, qui fit peu à peu place à la tuile-canal d'argile au début du XXe siècle. On retrouve encore des pierres placés aux extrémités des toits en tuile pour éviter les méfaits du vent.
En plus du toit, des escaliers, des planchers ou des ouvertures, les éléments en bois sont présents partout dans la maison : cloisons entre les pièces, linteaux et jambages, hottes de cheminée, mais ils ne sont jamais peints. Les éléments massifs sont souvent issus du pin, du sapin, très rarement du hêtre, ou fayard.
Plus tard, quand les fermes se modernisèrent, un hangar fut souvent ajouté en prolongement des bâtiments. Les matériaux changèrent aussi, avec la multiplication des éléments en briques d'argile, des mortiers en ciment, issu de sable de la Loire. Le verre sur grand carreau fait aussi son apparition, bien après la fin des papiers huilées ou des vessies de porc.
Notons que si les fermes sont naturellement présentes à une certaine distance du bourg et surtout dans les hameaux de la commune, quelques-unes sont disséminés dans le centre-bourg, principalement sur ses marges, avec écuries, granges et dépôt de grains et de fourrage qui se superposent.

#### La maison urbaineXVIIIesiècle

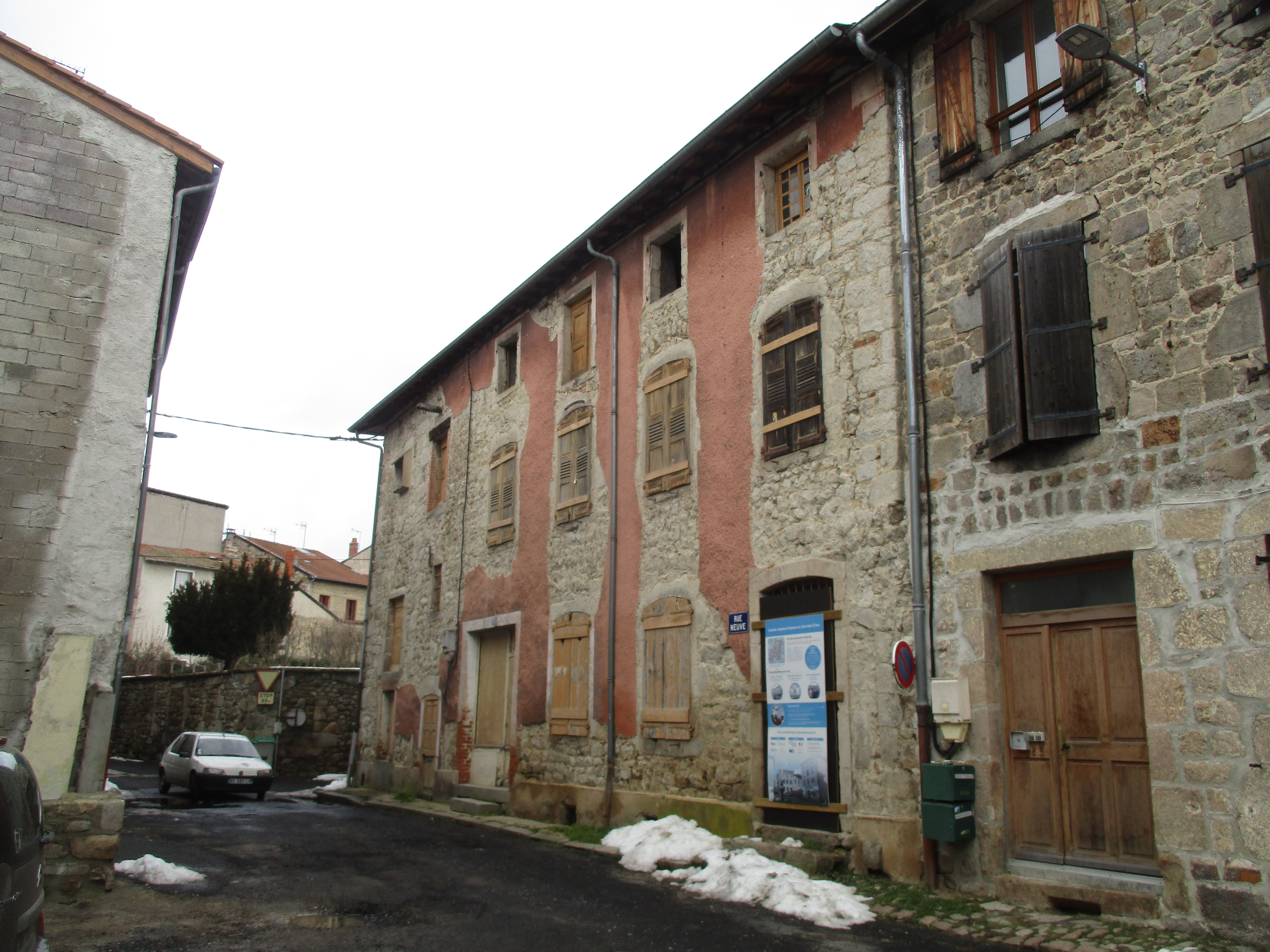
Grande bâtisse XVIIIe siècle

Ce type de bâtiment est très courant dans le centre-bourg de Craponne, malgré des arrangements et des reconstructions qui ont eu lieu au cours du XIXe siècle, particulièrement dans les faubourgs et sur les boulevards. La maison urbaine du XVIIIe siècle est évidemment un lieu d'habitation, mais aussi un lieu d'artisanat et de commerce, avec régulièrement un magasin au rez-de-chaussée. Les murs sont évidemment en pierre de granit, qu'on recouvre de chaux à l'extérieur comme à l'intérieur, contrairement aux fermes dont les façades extérieures restent nues, les pierres étant seulement jointoyées. La pierre n'est généralement pas taillée, sauf pour les bâtiments les plus prestigieux, et les encadrements des ouvertures.
Bâtiment le plus souvent de deux étages, plus rarement d'un, le rez-de-chaussée est principalement consacré à l'activité professionnelle, avec des étals en bois dans le cas d'un commerce. La partie habitation est contiguë à la partie commerce, et une cave se place souvent en dessous de ces deux parties. Le ou les étages complètent la partie habitation. Le bois est là encore omniprésent pour séparer les pièces et les étages.

### Occitan craponnais
Le parler craponnais découle directement de l'ensemble linguistique occitan, langue courante de l'ensemble de la population encore très récemment. Ses mots et ses expressions sont souvent les mêmes que dans le reste de la région : apeger, babet ou encore berchu, se retrouve également en Forez.

### Personnalités liées à la commune
- Pierre Charles Gallet, homme politique né le 17 août 1760 à Craponne (Haute-Loire) et décédé le 30 juin 1847 au Puy-en-Velay (Haute-Loire).
- Caprais Privat, religieux et homme politique né le 6 janvier 1730 à Craponne (Haute-Loire) et décédé le 30 avril 1805 au même lieu.
- François Caprais de Brignon (1733-1795), homme politique français.
- Jules de Vinols de Montfleury (1820-1901), homme politique français.
- Claude Auguste Jouve, homme politique né le 21 juillet 1821 à Craponne-sur-Arzon (Haute-Loire) et décédé le 16 mars 1891 à Saint-Bonnet-le-Château (Loire)[71].
- Henri Vasselon (1854-1896), prélat français, évêque d'Osaka[72].
- Fabien Delon (1904-1978), y est né le 12 mars 1904. Il est le père d'Alain Delon (1935).
- Henri Crohas (1951- ), entrepreneur né dans la commune, fondateur de la société Archos.